# Alkmaar
Alkmaar (uitspraakⓘ) is een stad in de provincie Noord-Holland in Nederland, en de hoofdplaats van de gemeente Alkmaar.
Alkmaar heeft een historisch centrum met 399 rijksmonumenten en 700 gemeentelijke monumenten. De stad staat bekend als "de kaasstad". Van begin april tot eind september wordt wekelijks een traditionele kaasmarkt gehouden. Een inwoner van Alkmaar heet een Alkmaarder, maar wordt in de volkstaal kaaskop genoemd. De stad heeft twee spoorwegstations: station Alkmaar en station Alkmaar Noord.

## Etymologie
De naam Alkmaar wordt sinds de middeleeuwen in verschillende vormen gebruikt: Allecmere (tiende eeuw), Alcmere (1063), Alcmare (elfde en twaalfde eeuw), of Alkmare (1132). Mogelijk betekent het laatste deel maar (voorheen mere) "meer", "vijver" of "moeras", terwijl de eerste term alk lijkt te komen uit de Dietse betekenis "moeras" of "tempel".

## Geschiedenis

### Middeleeuwen
Alkmaar is ontstaan op een strandwal, waarover een lange landweg naar het zuiden van Holland liep. Het was van origine een agrarische nederzetting, die gecentreerd was rond de in de 10e eeuw gestichte Sint-Laurenskerk in het westelijke deel van de latere binnenstad. Op de strandwal lagen de akkers. Iets ten oosten daarvan lagen de lagergelegen veen- en kleigronden van de Mient. De Scheteldoekshaven bij Alkmaar bood een mogelijkheid tot handel via de Laat en het oostelijker gelegen Voormeer naar de Rekere in het noorden en het Schermermeer in het zuiden en oosten. Via het Voormeer was de plaats ook verbonden met het Almere (de latere Zuiderzee). De agrarische bebouwing is deels nog terug te zien in het feit dat in dit deel van de stad nog steeds veel lage arbeiderswoningen staan van een laag met een kap, zoals langs de Geest en de Doelenstraat.

Toen graaf Dirk VII van Holland in Zeeland oorlog voerde, viel zijn broer Willem van Friesland in november 1195 West-Friesland binnen. Gravin Aleid van Kleef trok daarop ten strijde tegen haar zwager en versloeg hem bij Alkmaar. Op 11 juni 1254 werden aan Alkmaar stadsrechten verleend door Willem II van Holland. De stad deed toen voornamelijk dienst als grensvesting en uitvalsbasis in de strijd tegen de West-Friezen. Daartoe liet de graaf van Holland ten noordoosten van de stad de Torenburg bouwen aan het einde van de Koningsweg. 
Met het verslaan van de West-Friezen werd de weg geopend voor de aanleg van dijken en wegen ten noorden van de stad en begon een rustiger periode voor de handel. In de loop van de 13e eeuw kon Alkmaar hierdoor en door haar ligging bij het Voormeer uitgroeien tot een internationale handelsstad. In de 14e eeuw vonden er verschillende jaarmarkten plaats, waar ook internationale kooplieden kwamen. Na de grote stadsbrand van 1328 werd de stad door middel van aanplemping buiten de oostelijke dijk verder uitgebreid. Hier ontstond nieuwe bebouwing in de Mient, Luttik Oudorp en Voordam, waar de schepen aanlegden met hun handelswaren. De handel concentreerde zich vervolgens rond de Mient en het Fnidsen ("Venetië"). Ook de markt werd verplaatst van de kerk naar het Fnidsen en de kade van Luttik Oudorp. Door handel, visserij en scheepvaart verschoof het economisch zwaartepunt van de stad in de 15e eeuw naar het oosten. In het steeds minder aantrekkelijke en daardoor minder dure oude westelijke deel van de stad vestigden zich vanaf de 14e eeuw veel kloosters, waarvan het vroegere bestaan tegenwoordig nog teruggevonden kan worden in namen als Begijnenstraat, Clarissenbuurt, Paternosterstraat en de Sint Katherijnenstraat. In de 15e en 16e eeuw werd de stad verder uitgebreid met aanplempingen en kreeg zo een wat gelijkmatiger vorm. Als gevolg van de Opstand van het Kaas- en Broodvolk in 1492 werd de stad gedwongen om tijdelijk de stadspoorten en de wallen te slechten. Later werd een nieuwe omwalling aangelegd met twaalf torens en vier poorten, die onder andere te zien is op de kaart van Jacob van Deventer van rond 1560. Aan oostzijde langs het Voormeer waren geen versterkingen. In de 16e eeuw werden steeds meer gebieden rond de stad bedijkt en drooggemalen. Hierdoor verloor de stad enerzijds haar verbinding met de zee en de daarmee gepaard gaande handel. Anderzijds kreeg ze door de droogmakerijen een veel groter achterland en zo een grotere verzorgingsgebied. Door specialisatie in kaas en bier wist de stad haar positie als handelsstad deels te behouden.

### Vroegmoderne tijd
In de zomer van 1517 hadden stad en omgeving te lijden van plunderingen door de Arumer Zwarte Hoop. Tijdens de Tachtigjarige Oorlog, werden in juni 1572 door de calvinistische Geuzen onder Diederik Sonoy de Alkmaarse franciscaner priesters en broeders opgepakt en in Enkhuizen op 25 juni 1572 omwille van hun trouw aan het katholieke geloof, na gruwelijke marteling, vermoord. De vermoorde geestelijken staan thans bekend als de martelaren van Alkmaar. In 1573 werd Alkmaar belegerd door de Spanjaarden, die in Oudorp hun kamp hadden opgeslagen. De Alkmaarders hielden hen echter met kokend teer en brandende takkenbossen op afstand. Deze gebeurtenis, die leidde tot de bekende uitdrukking Bij Alkmaar begint de victorie, wordt nog elk jaar gevierd op 8 oktober tijdens Alkmaars Ontzet. In 1876 werd ter herinnering aan deze gebeurtenis het Victoriemonument in het Victoriepark opgericht.
In 1607 vond de eerste uitleg van de Alkmaarderhout plaats. Deze bestond in de begindagen vooral uit "houten", bomenrijen langs een aantal lanen. De secularisatie van de kloostergebouwen leverde veel mogelijkheden voor de stad om ruimte te creëren voor de groeiende handel. In 1583 kon door de sloop van veel voormalige katholieke kloostergebouwen het Waagplein worden aangelegd. Andere gebouwen boden ruimte voor de molenaars en voor markten als de Paardenmarkt. In dezelfde tijd werden overlastgevende en ruimte vragende bedrijven verplaatst naar buiten de stad. Door de groei van de bevolking werd de stad eind 16e eeuw opnieuw uitgebreid met de nieuwe handelswijk Nieuwstad, waarvoor onder andere een deel van het Voormeer werd ingedijkt. Het resterende deel van het Voormeer werd ingericht als haven. Rondom de stad verrees een nieuwe omwalling met negen bolwerken en zeven poorten naar ontwerp van Adriaen Anthonisz. Met de verschuiving naar een stad met een meer regionale functie en de groei van het verkeer over land verschoof het economische zwaartepunt van de stad eind 16e eeuw naar de westzijde van de Mient. Veel herenhuizen verrezen in die periode langs de weg van de Sint-Laurenskerk naar de Mient en rond het nieuwe Waagplein.
In de Franse tijd werd het noorden van Holland omgevormd tot het Departement van Texel, waarvan Alkmaar de hoofdstad werd.
De Alkmaarsche Courant werd in 1799 in Alkmaar opgericht door Adrianus Sterck. De krant is tegenwoordig onderdeel van het Noordhollands Dagblad en tevens de grootste editie van die krant.

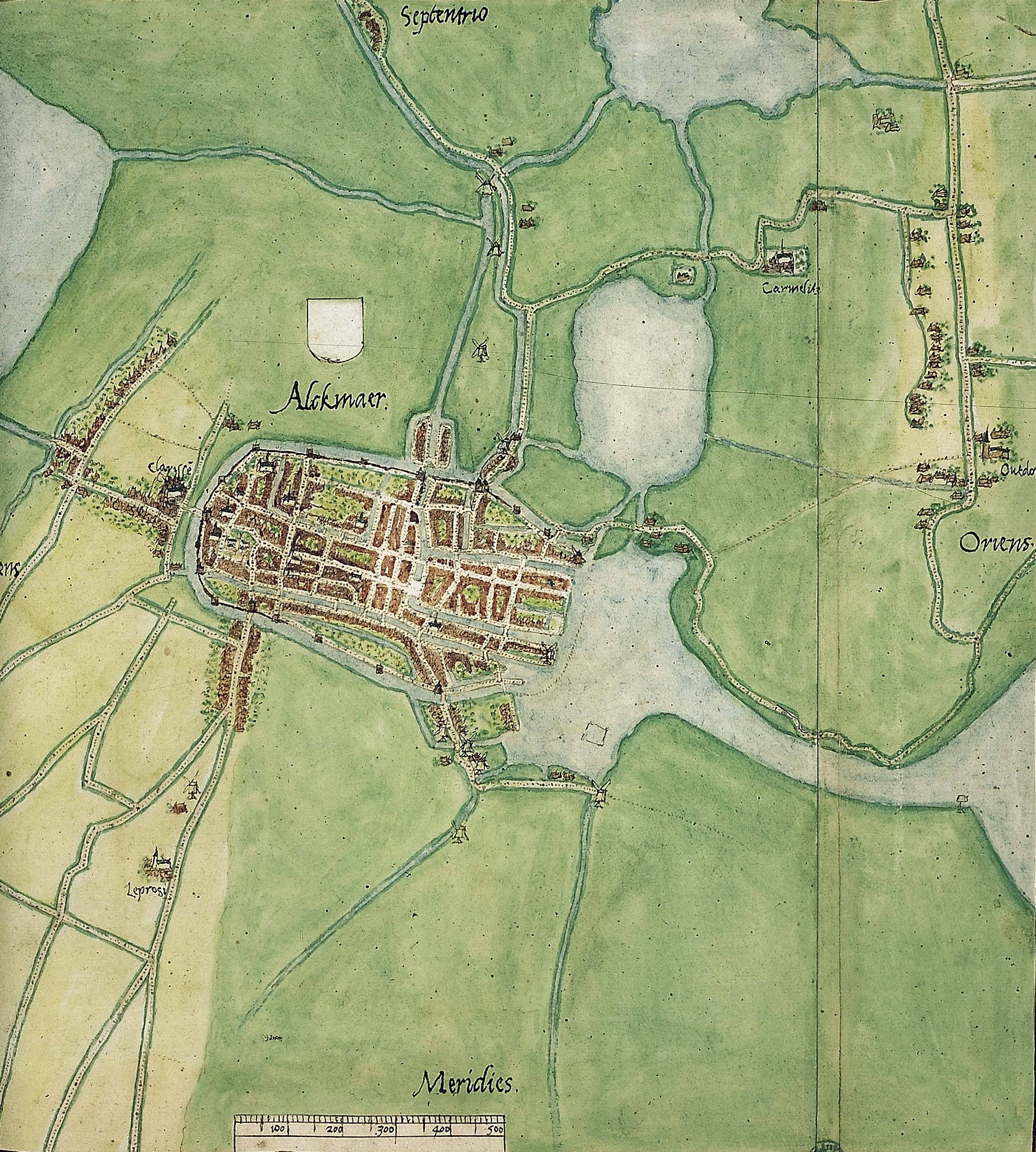
Alkmaar rond 1560 met de oude stadsmuren (Jacob van Deventer)
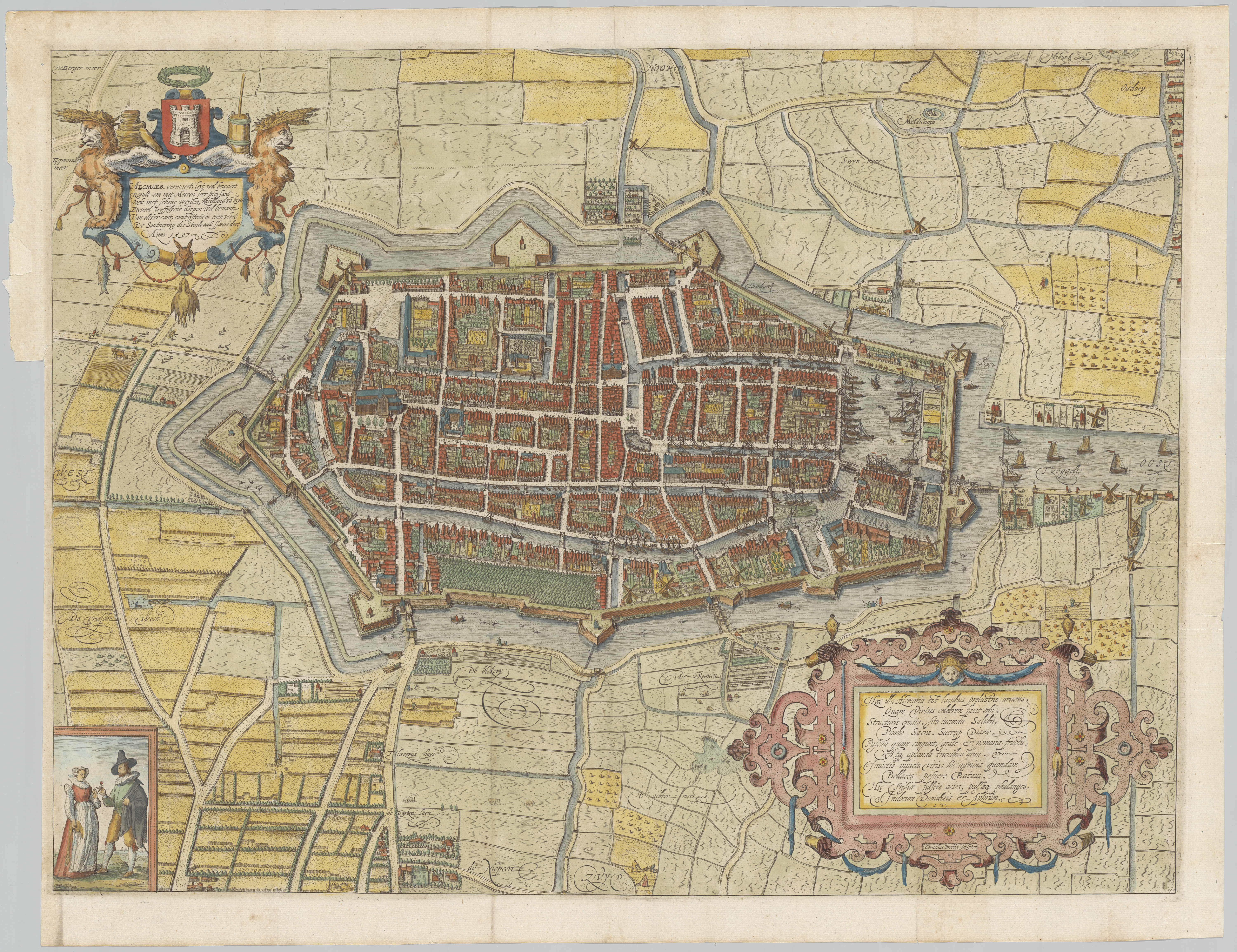
Alkmaar in 1597 kort na de voltooiing van de nieuwe stadsomwalling (Cornelis Drebbel)
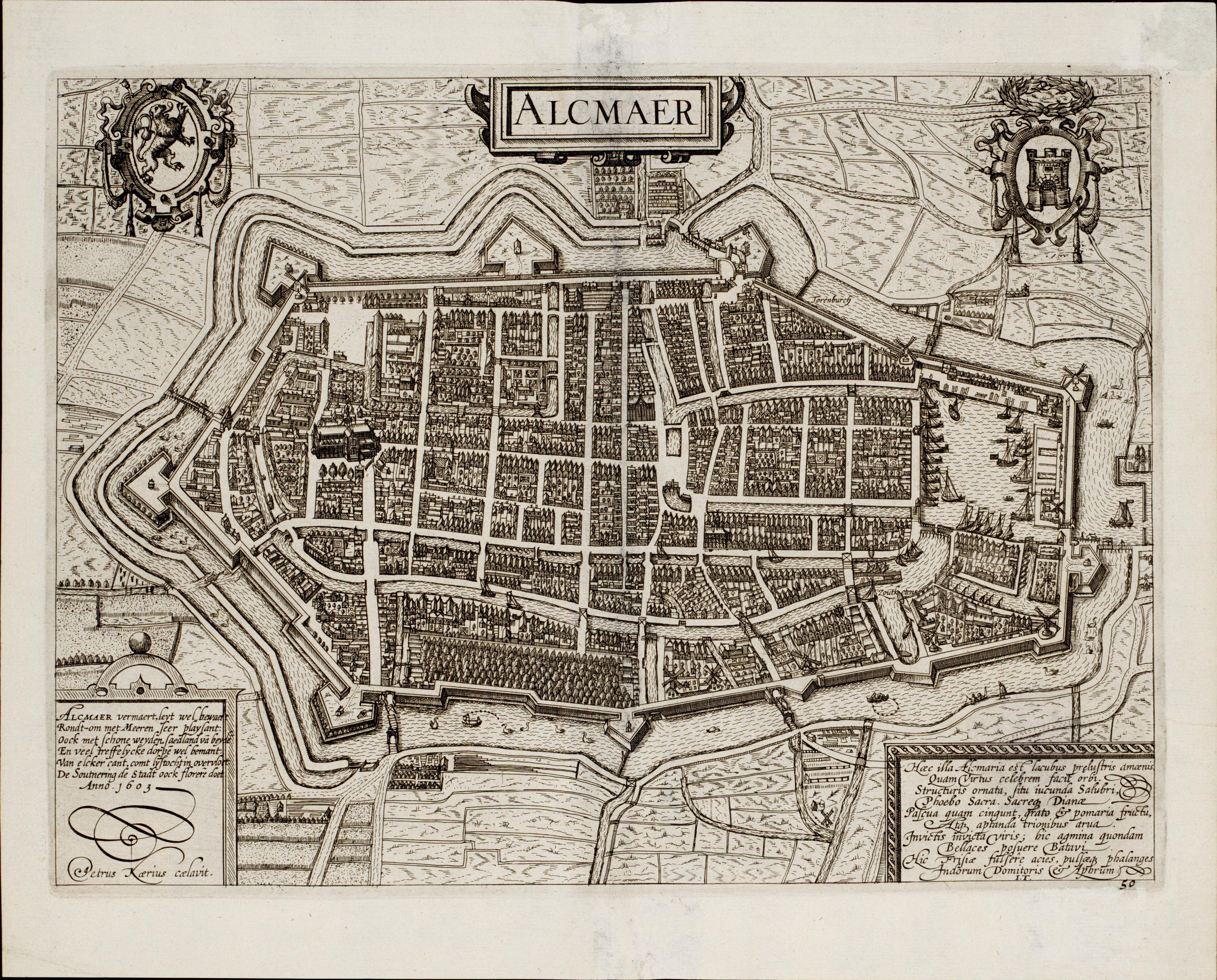
Alkmaar in 1603 (Pieter van der Keere)
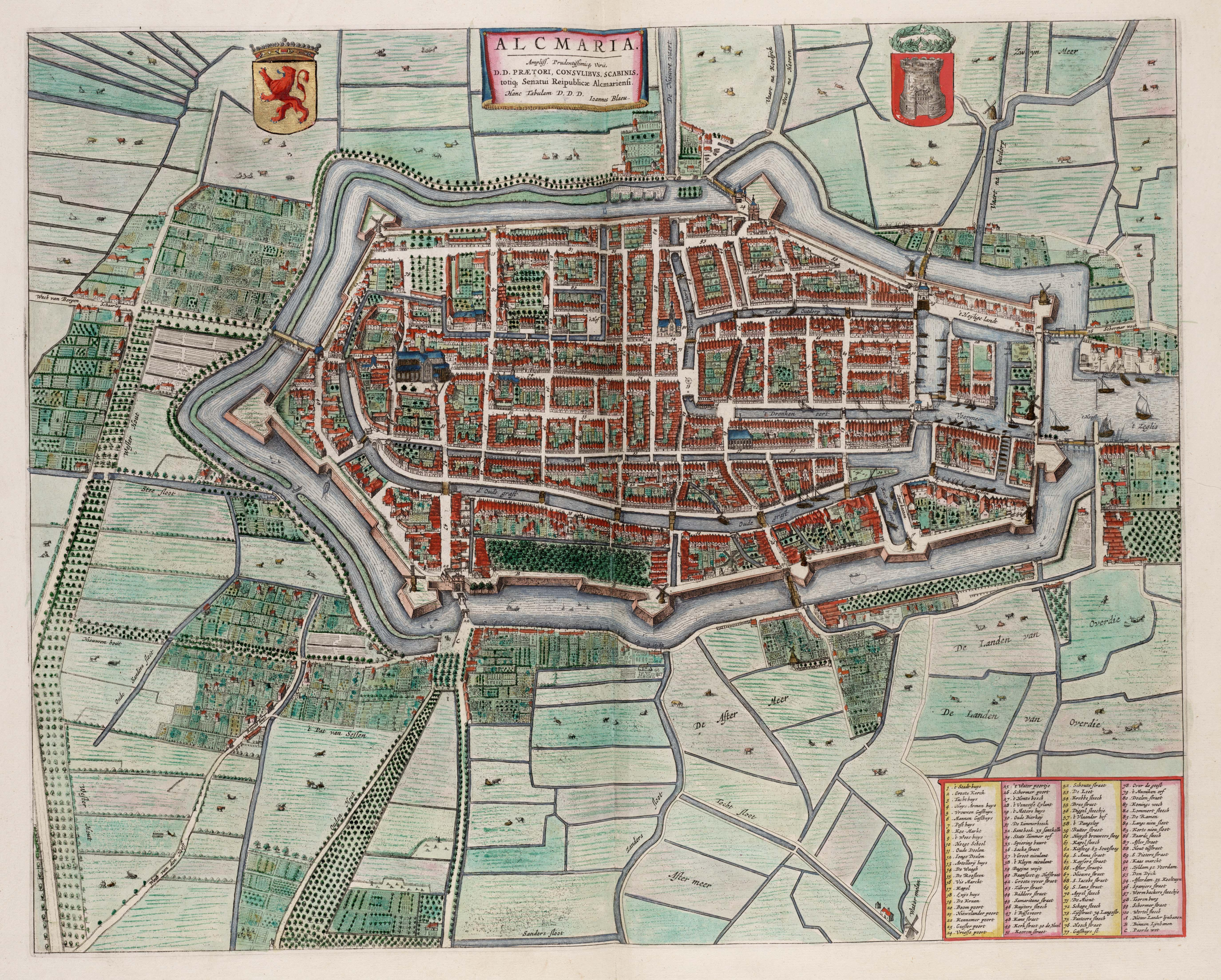
Alkmaar in 1649 (Joan Blaeu, Atlas van Loon)
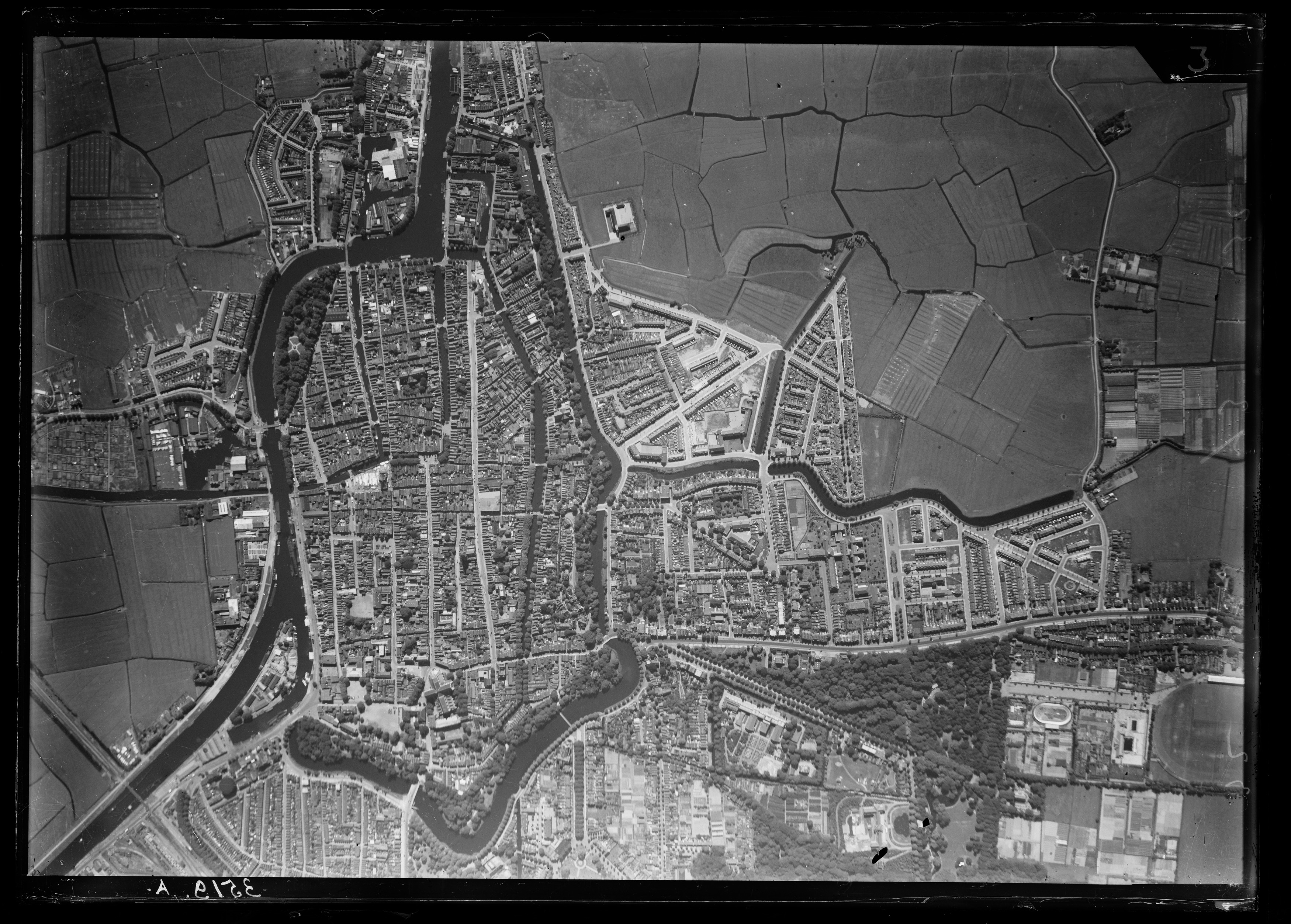
Luchtfoto van Alkmaar voor de Tweede Wereldoorlog (tussen 1920 en 1940).
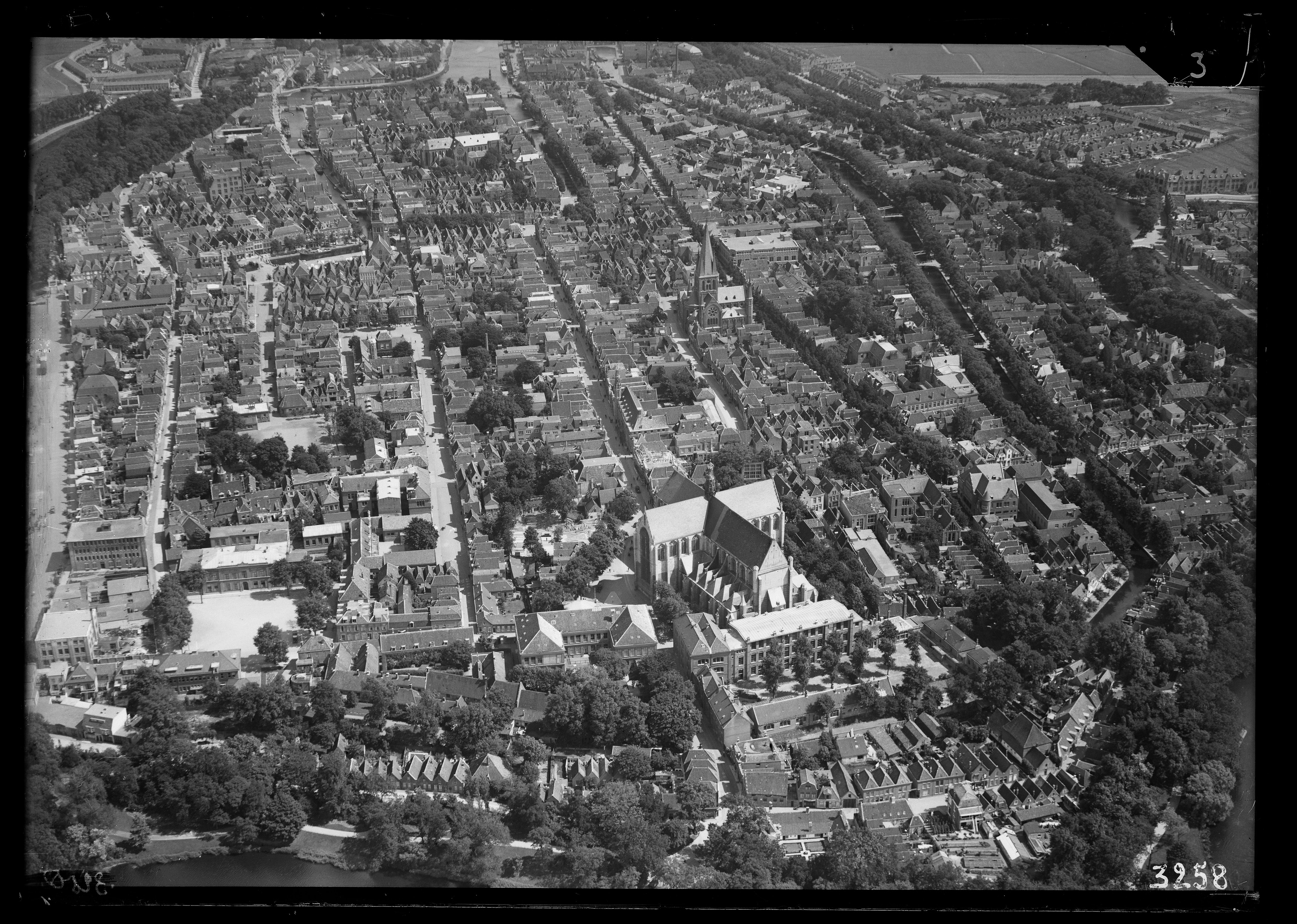
Luchtfoto van Alkmaar voor de Tweede Wereldoorlog (tussen 1920 en 1940).

### Moderne tijd
Het Noordhollandsch Kanaal, dat in 1824 geopend werd, liep bij de aanleg precies om Alkmaar heen. Door de groei van Alkmaar loopt het er tegenwoordig dwars doorheen.
In 1865 en 1867 werd de infrastructuur verder uitgebreid door de opening van het Station Alkmaar aan de spoorlijnen naar Den Helder, Uitgeest en Haarlem. Vanaf 1905 had Alkmaar ook stoomtramverbindingen met Bergen (1905 tot 1955), Egmond (1905 tot 1934) en Schagen (1913 tot 1933).
In de 20e eeuw ontstonden nieuwe woonwijken rond Alkmaar, en in 1972 werden Oudorp, Koedijk-Zuid en het gedeelte ten zuiden van de spoorlijn Alkmaar – Heerhugowaard van Sint Pancras-Zuid (de buurtschap De Nollen) aan het grondgebied van Alkmaar toegevoegd. De stad begon ook een steeds grotere rol te spelen bij de opvang van het bevolkingsoverschot in de Randstad en de bevolking die een huis zocht door de renovatie van oude stadswijken, vooral Amsterdam. Alkmaar verkreeg de status van groeikern en werd destijds als een van de eerste "overloopsteden" aangemerkt. Een gevolg hiervan was de ontwikkeling van het stadsdeel Huiswaard.

## Geografie

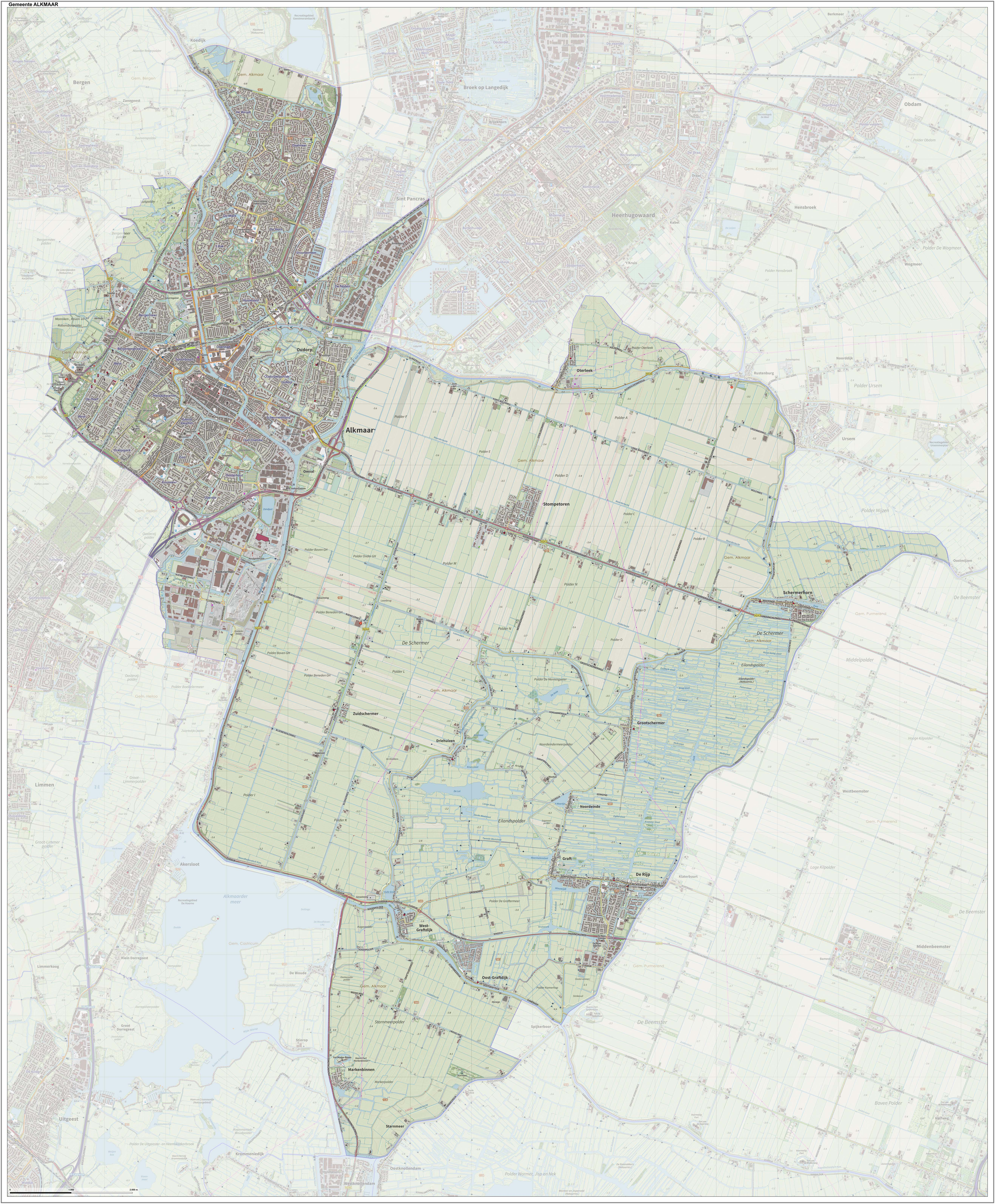
Topografische kaart van gemeente Alkmaar, juni 2023

### Stadsindeling
De stad Alkmaar en de gebieden van de voormalige gemeentes Graft-De Rijp en Schermer zijn onderverdeeld in vijf gebieden. Deze vijfgebieden zijn onderverdeeld met elf wijken. Deze wijken zijn op hun beurt onderverdeeld in 66 buurten

#### Centrum
| Centrum (wijk 8) - Binnenstad-West (80) - Binnenstad-Oost (81) - Spoorbuurt (82) - Overstad (83) - Schelphoek |

#### Noord
| De Mare (wijk 6) - 't Rak-Zuid (60) - 't Rak-Noord (61) - De Horn-Noord (62) - De Horn-Zuid (63) - De Mare (64) | Daalmeer/Koedijk (wijk 7) - Daalmeer Zuidoost (70) - Daalmeer Zuidwest (71) - Koedijk en De Weijdt (72) - Daalmeer Noordwest (73) - Daalmeer Noordoost (74) - Landelijk gebied Noord (79) |

#### Zuid
| Zuid (wijk 1) - Kooimeer (10) - Dillenburg en Stadhouderskwartier (11) - Staatsliedenkwartier en Landstraten (12) - Oud-Rochdale (13) - Emmakwartier (14) - Nassaukwartier en Hout (15) - Oranjepark (16) - Cranenbroek (17) - Bloemwijk en Zocherkwartier (18) - Burgemeesterkwartier (19) | Overdie (wijk 3) - Oud-Overdie (30) - Oosterhout (31) - Overdie-Oost (32) - Overdie-West (33) - Boekelermeer-Zuid (38) - Boekelermeer-Noord (39) |

#### West
| West (wijk 4) - De Hoef III en IV (40) - De Hoef I en II (41) - Bergerwegkwartier (42) - Bergerhof en Blaeustraatkwartier (43) - Bergermeer (44) - Landelijk gebied-West (49) | Huiswaard (wijk 5) - Huiswaard-1-Zuid (50) - Muiderwaard (51) - Huiswaard-2-West (52) - Huiswaard-2-Oost (53) | Vroonermeer (wijk 11) - Vroonermeer-Zuid (110) - Vroonermeer-Noord (111) |

#### Oost
| Oudorp (wijk 2) - Rekerbuurt en Ooievaarsnest (20) - Oudorp-Noord en Oudorp-Oost (21) - Oudorp-Centrum (22) - Schermereiland en Omval (23) - Oudorperpolder-Zuid (24) - Oudorperpolder-Midden (25) - Oudorperpolder-Noord (26) - De Nollen (28) - Beverkoog (29) | Schermer (wijk 9) - Oterleek (90) - Ursem (91) - Stompetoren (92) - Schermerhorn (93) - Zuidschermer (94) - Driehuizen (95) - Grootschermer (96) | Graft-De Rijp (wijk 10) - Noordeinde (100) - West-Graftdijk (101) - Graft (102) - De Rijp (103) - Oost-Graftdijk (104) - Starnmeer (105) - Markenbinnen (106) |

### Beschermd stadsgezicht
In de gemeente Alkmaar liggen vier van rijkswege beschermde stads- en dorpsgezichten. In de stad Alkmaar zelf liggen Stadsgezicht Alkmaar en Stadsgezicht Alkmaar - Westerhoutkwartier. Het eerste gezicht beslaat de historische Binnenstad van Alkmaar. Het tweede beslaat een van de eerste uitbreidingswijken van Alkmaar ten zuiden van de binnenstad. Hierin zijn ook delen opgenomen van de Alkmaarderhout een 17e eeuws stadsbos. In de in 2015 geannexeerde gemeenten Schermer en Graft-de Rijp. Zo betreft de droogmakerij Schermer een beschermd dorpsgezicht. In de voormalige gemeente Graft-de-Rijp betreft sinds 1969 het historische dorpscentrum van De Rijp een beschermd dorpsgezicht.

## Cultuur

### Bezienswaardigheden

Stadhuis, foto is vertekend

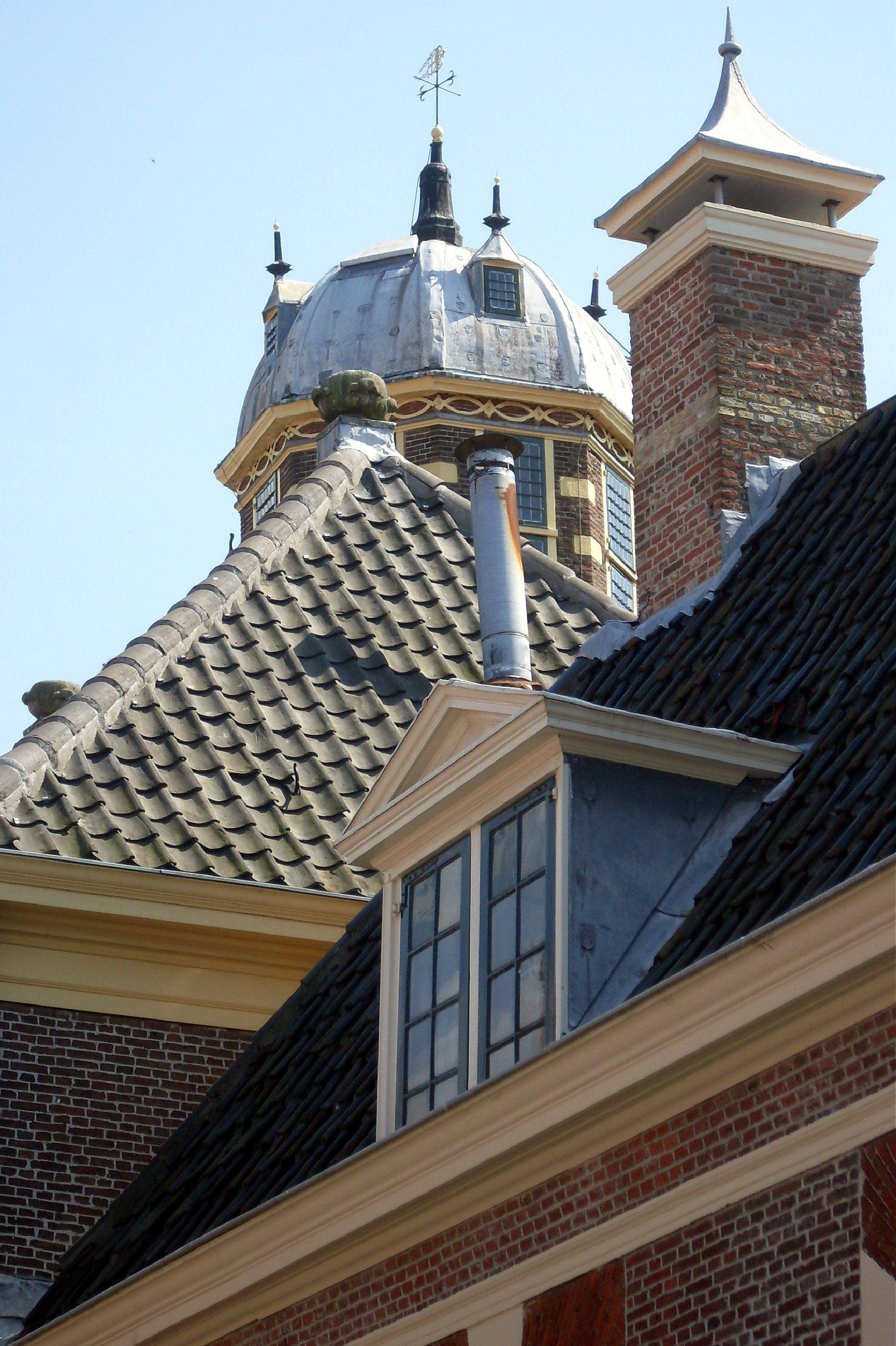
Hof van Sonoy

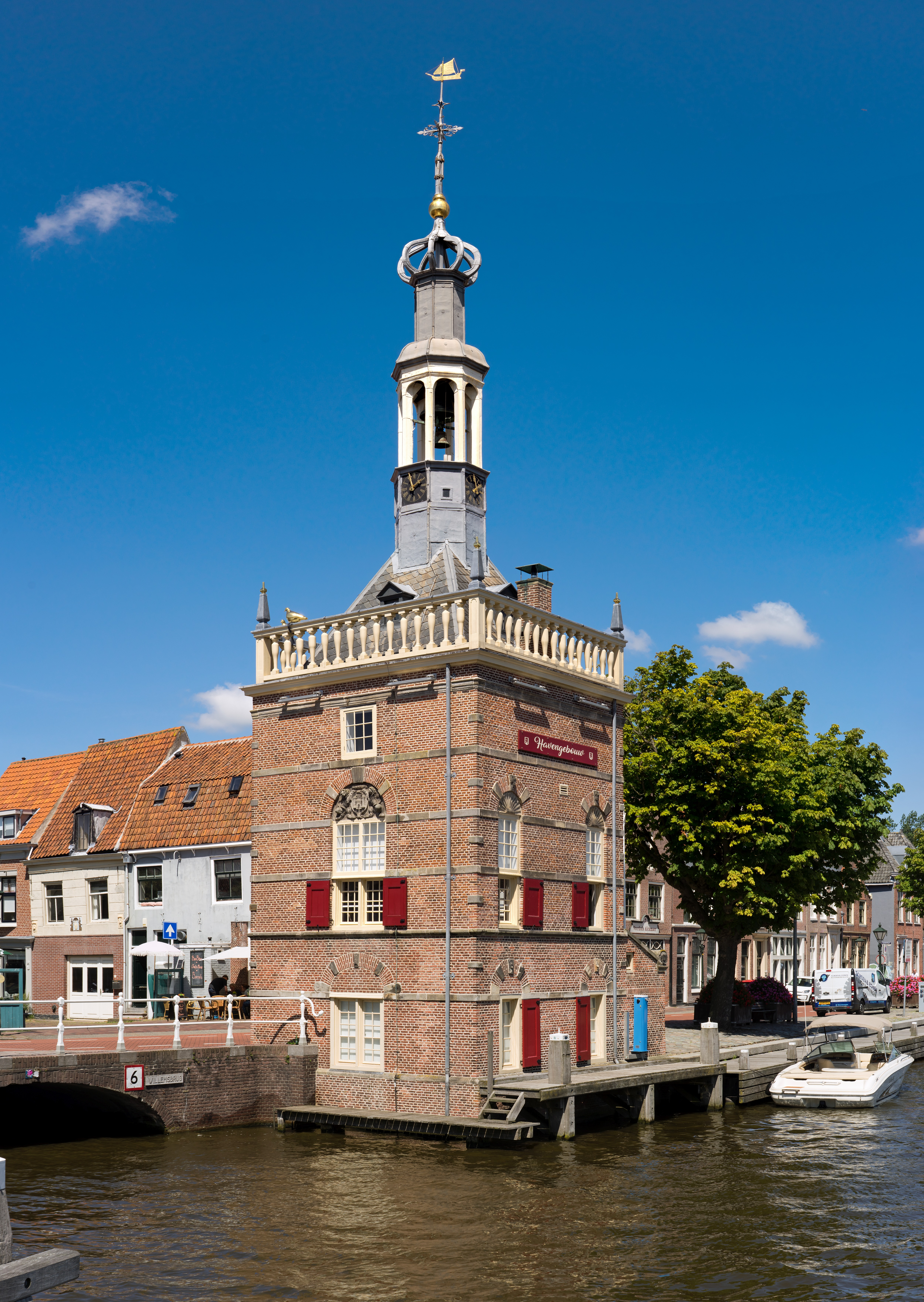
De Accijnstoren aan de Bierkade

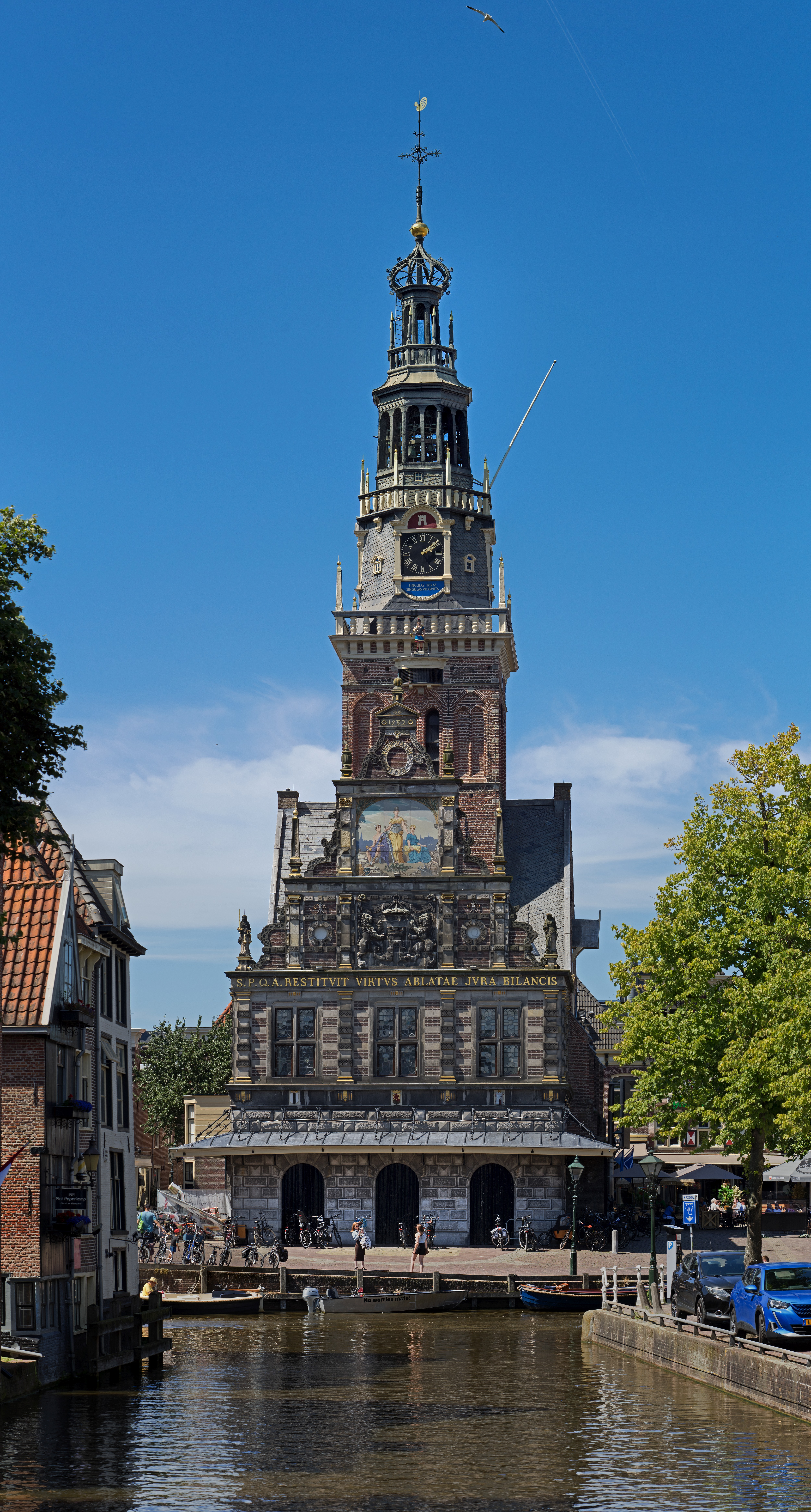
Waag

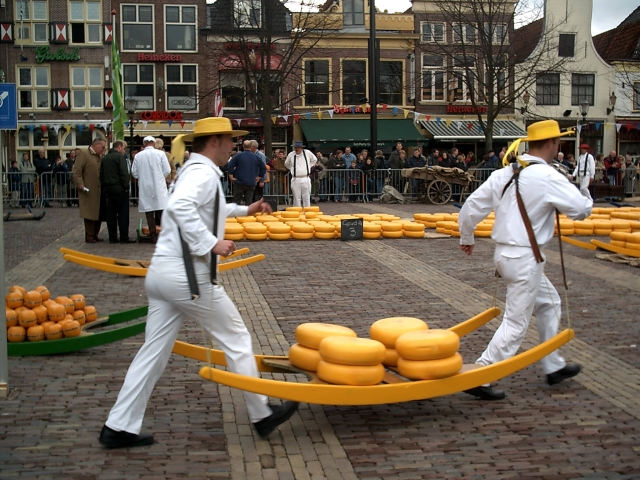
Kaasmarkt in Alkmaar

Verschillende delen van Alkmaar zijn een beschermd stadsgezicht: binnenstad en Westerhoutkwartier.
Alkmaar beschikt over voor deze stad karakteristieke oude grachten, cafés, restaurants en winkels. Alkmaar is bekend om zijn hofjes, onder andere het 16e-eeuwse Hof van Sonoy en het Wildemanshofje. De stad kent vele grachten met huizen uit de 16e tot de 19e eeuw. Alkmaar telt 399 inschrijvingen in het rijksmonumentenregister en heeft enkele oorlogsmonumenten:
- Lijst van rijksmonumenten in Alkmaar (gemeente)
- Lijst van gemeentelijke monumenten in Alkmaar (gemeente)
- Lijst van oorlogsmonumenten in Alkmaar

De bekendste bezienswaardigheden van Alkmaar worden hieronder opgesomd.
- Accijnstoren
- Grote of Sint-Laurenskerk
- Hooge Huys
- Huis met de Kogel
- Huize Egmont (ook bekend als Huis de Dieu)
- Kaasfabriek Eyssen
- Huis Leeuwenburg
- Moriaanshoofd
- Nieuwe of Sint-Sebastiaandoelen
- Stadhuis
- Synagoge
- 't Kruithuisje
- Vismarkt
- De Vigilantie
- De Waag
- Watertoren

### Hofjes
Alkmaar heeft acht hofjes, waarvan de meeste nog steeds bewoond zijn. Het oudste nog bestaande hofje is het Huis van Zessen, dat werd gesticht in 1510 en zijn naam dankt aan de functie die het gedurende bijna vijf eeuwen heeft vervuld: een hofje voor zes oude rooms-katholieke mannen. De naam van het Huis van Achten is op dezelfde wijze ontstaan. Dit hofje stamt uit 1657.
Vlak bij het Huis van Achten ligt het Hof van Sonoy, dat zich bevindt op de plaats van een voormalig klooster. Het hof kwam in 1572 in handen van het stadsbestuur en werd destijds gebruikt om stedelingen onder te brengen die dakloos waren geworden omdat hun huizen waren gesloopt voor de aanleg van de nieuwe stadsverdediging. Het Wildemanshofje werd gesticht door Gerrit Florisz. Wildeman. Dit in 1714 gebouwde hofje bood aanvankelijk plaats aan 24 bejaarde vrouwen van verschillende geloofsrichtingen. Het Hofje van Splinter is gesticht in 1646, uit een erfenis van Margaretha Splinter. Na haar dood werd het complex verbouwd tot een hofje voor acht ongehuwde dames, die in armoede leefden maar wel uit een (ge)goede familie stamden.
Aan de Koningsweg staat het Provenhuis Bijlevelt, dat stamt uit de zeventiende eeuw. Het Provenhuis Paling en Van Foreest staat aan de Zevenhuizen, vlak bij de stadssingels. Het werd gesticht in 1540 met geld uit het testament dat het echtpaar Pieter Claeszoon Paling en Joost van Foreest Willem Dircksdochter. Het Provenhuis van Aletta Boon en het Poppenhofje waren twee Katholieke hofjes in Alkmaar. Tussen de Kanaalkade en de Koningsweg ligt nog het Doopsgezinde Hofje.

### Musea
- Beatles Museum, over The Beatles.
- Het Hollands Kaasmuseum in het monumentale Waaggebouw.
- Nationaal Biermuseum "De Boom", in een 17e-eeuws pand waarin zich vroeger een grote brouwerij bevond.
- Op Art Museum, museum voor optische fenomenen in de schilderkunst, tekenkunst, grafiek, fotografie en nieuwe media.
- Stedelijk Museum Alkmaar, aan het Canadaplein.
- Kachelmuseum (1992-2011, opgeheven).

### Kaasmarkt
De Alkmaarse kaasmarkt is al meer dan vier eeuwen een traditie, die jaarlijks door 100.000 mensen wordt bezocht. De 'markt' vindt plaats op het Waagplein, voor het monumentale Waaggebouw. In de 18e eeuw werd vier dagen per week kaasmarkt gehouden, en deze duurde tot 1 uur 's nachts. Gemiddeld werd per marktdag 300 ton kaas omgezet. Sinds 1939 is Alkmaar de enige stad die nog kaas verhandelt op deze traditionele wijze. De kaasmarkten zijn elke vrijdag, van april tot september, te bezichtigen.
Op de kaasmarkt lopen de kaasdragers van het Alkmaarse Kaasdragersgilde in vier verschillende kleuren: geel, rood, blauw en groen. Zo vormen zij groepen die vemen worden genoemd. Alle kaasdragers dragen een wit pak met strooien hoed. De kaasdragers hebben verschillende benamingen.
- Een vastman is een ervaren kaasdrager.
- De tasman is de oudste kaasdrager, en draagt een zwart leren tas op zijn buik. Hij zet bij het wegen van de kaas de gewichten op de weegschaal.
- De overman is de voorman van het veem, en is herkenbaar aan een zilveren schildje met lintje in de kleur van zijn veem. De overman wordt voor een periode van twee jaar benoemd.
- De kaasvader is opzichter over alle vier de vemen. Hij draagt een zwarte stok met zilveren knop.
- De provoost wordt door de kaasdragers de 'beul' genoemd, omdat hij voor het gildebestuur de laatkomende kaasdragers noteert en de boete daarvoor int. Hij draagt een zilveren kaasberrie.
- De knecht wordt, net als de provoost, door het gildebestuur benoemd en heeft de functie van klusjesman.

Om 10:00 uur luidt de aanvangsbel en begint de kaasmarkt. De zetters beladen de karakteristieke berries, die door de kaasdragers naar de weegschaal worden gedragen. Aldaar wordt de kaas gewogen. Op het plein bepalen keurmeesters de kwaliteit van de kaas en onderhandelen handelaren over de prijs. Dit gaat traditioneel gepaard met het handje klap. Omstreeks 12:30 is de kaasmarkt afgelopen.
Centrumkaart met bezienswaardigheden

### Bioscopen
In hetzelfde gebouw in de buurt Overstad zijn gevestigd Vue Alkmaar en Filmhuis Alkmaar. Elk opereert zelfstandig, met een eigen ingang en kassa. Filmhuis Alkmaar doet mee met Cineville.

### Kerken
Alkmaar heeft dertien kerken, waarvan zes rooms-katholieke: zie Lijst van kerken in Alkmaar.
Grote kerk of Sint-Laurenskerk

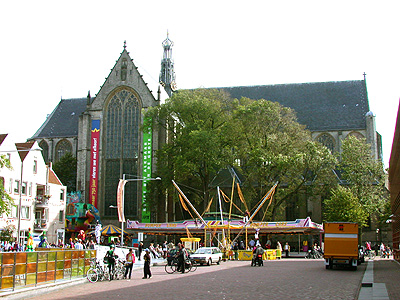
Grote kerk

De bouw van de Grote of Sint-Laurenskerk aan de Koorstraat werd begonnen in 1470 en in 1520 voltooid. De kerk is ook nu nog het grootste middeleeuwse kerkgebouw in de Alkmaarse binnenstad. Het werd waarschijnlijk ontworpen door de architect Antoon I Keldermans. Aan het einde van de Langestraat, vlak bij de Sint-Laurenskerk, is in de bestrating het hoogste natuurlijke punt aangegeven van de oude zandrug waarop de kerk is gebouwd in de vorm van een kleine halve maan van grijze kinderkopjes.
In de Sint-Laurenskerk staat de tombe van graaf Floris V van Holland. Deze bevat alleen de ingewanden, die bij het balsemen zijn verwijderd. Het lichaam van Floris is later herbegraven in Rijnsburg.
Sint-Laurentiuskerk
De rooms-katholieke Sint-Laurentiuskerk werd in 1859–1861 in neogotische stijl gebouwd. Het is een van de vroegste werken in Noord-Holland van de beroemde architect Pierre Cuypers. De Sint-Laurentiuskerk is een kerk op de plattegrond van een Latijns kruis. Tot de bijzonderheden behoren de luchtbogen aan de buitenkant van het gebouw en de toepassing van Limburgse mergelsteen, onder andere bij het rijk versierde roosvenster boven de toegangsdeur in de westgevel.
Het interieur heeft een neogotische detaillering, bijvoorbeeld bij het houten tongewelf met de kleurige rozetten en bij de reliëfs van mergelsteen langs de wanden. In de transepten zijn kleurige wandschilderingen met de uitbeelding van het Bloedmirakel van Alkmaar uit 1429, gemaakt door J.A. Kläsener tussen 1874 en 1880. Eerder al schilderde hij de reeks kruiswegstaties (1866–1868).
De neogotische inventaris is bewaard gebleven, met onder andere de oorspronkelijke door Cuypers ontworpen kerkbanken, een groot triomfkruis bij het begin van het koor, een Heilig Hartbeeld, een Maria-altaar (links van het koor) en een Heilig Bloedaltaar (rechts van het koor). Opmerkelijk zijn ook de gebrandschilderde ramen. De oudste hangen in het koor. Ze zijn vervaardigd door het atelier van Nicolas in Roermond (1862 en 1895), de andere zijn gemaakt door het atelier van Jules Dobbelaere uit Brugge (1895–1907).
Don Bosco-kerk (1961-2007)
Doopsgezinde Kerk

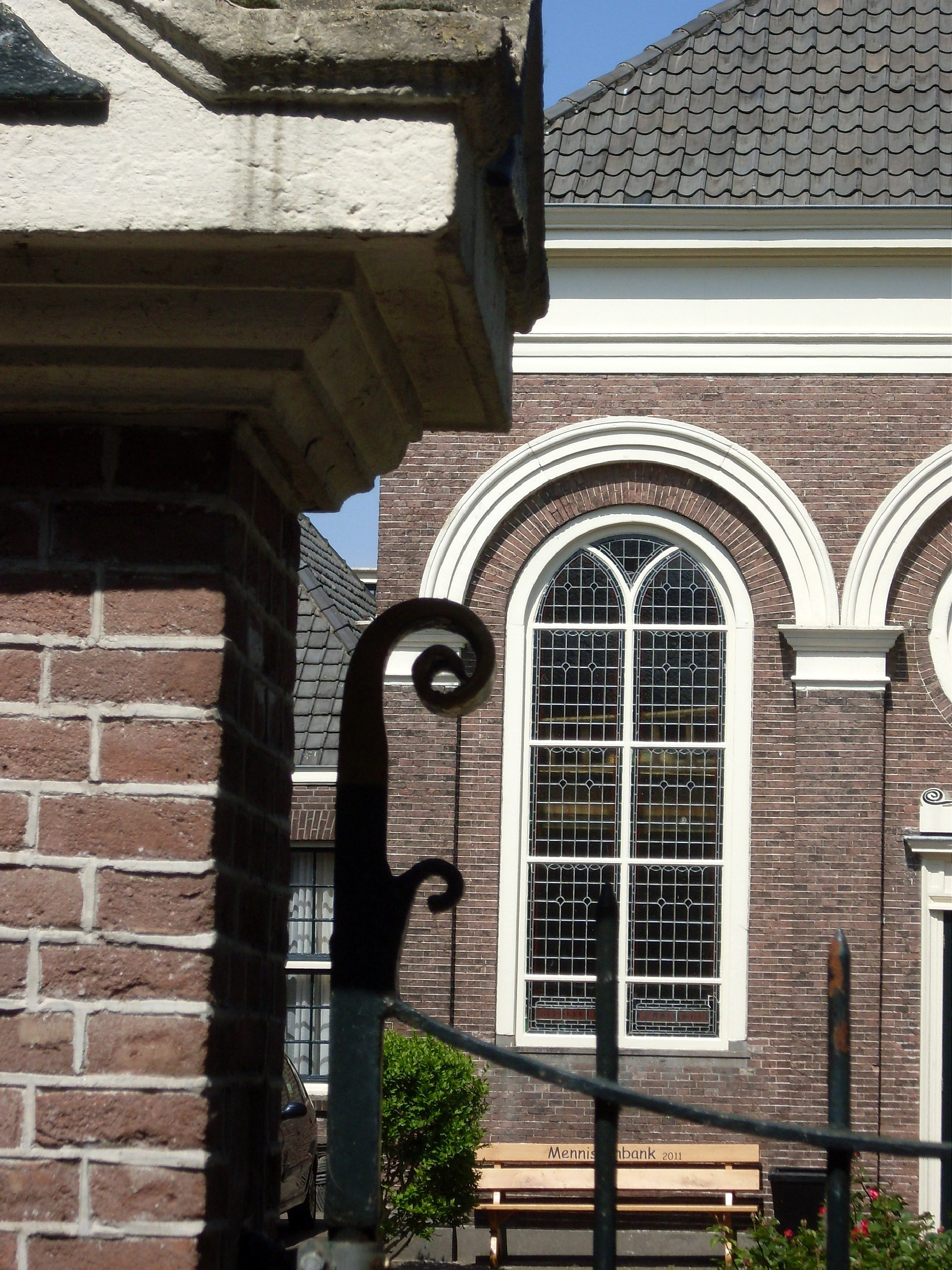
Gevel van de Doopsgezinde kerk

De Doopsgezinde kerk, gebouwd in 1617 op initiatief van voorganger Hans de Ries, is een van de oudste stenen doopsgezinde kerken in Nederland. Het was aanvankelijk een schuilkerk.
Evenals de andere Alkmaarse schuilkerken kreeg ook deze kerk een houten tongewelf. In de 19de eeuw werden het gebouw en de inrichting van de kerk sterk gewijzigd. Zo tekende C.W. Bruinvis, de latere stadsarchivaris, in 1854 een nieuwe voorgevel in neoclassicistische stijl met rondboogvensters. Het voorplein met bloemperk stamt uit 1856. In 1876 werd het gehele interieur veranderd naar ontwerp van stadsarchitect W.F. du Croix. Uit die tijd stammen de banken met hun neogotische detaillering.
Tot de oudste inventarisstukken behoort het neoclassicistische orgelfront uit 1819 van orgelbouwer J.C. Deytenbach. Het orgel zelf is een Flaes-orgel uit 1866.
Evangelisch-lutherse kerk
De lutherse kerk werd gebouwd in 1690. Het eenvoudige exterieur herinnert eraan, dat de lutherse kerk als schuilkerk begonnen is. Het inwendige is echter, zoals bij lutherse kerken gebruikelijk, veel rijker. Zo wordt de ruimte overdekt door een houten tongewelf met een verhoogd middenveld. Voorts zijn er een preekstoel met bijbehorende banken en een rijk bewerkt tochtportaal uit de bouwtijd. Tot de bijzonderheden behoort het orgel uit 1754, voorzien van rococo-snijwerk en bovenop de afbeelding van een zwaan, het symbool van Luther en de lutheranen. Het orgel werd vermoedelijk gebouwd door de Pieter Müller, zoon van de bekende orgelbouwer Christian Müller.
Kapelkerk

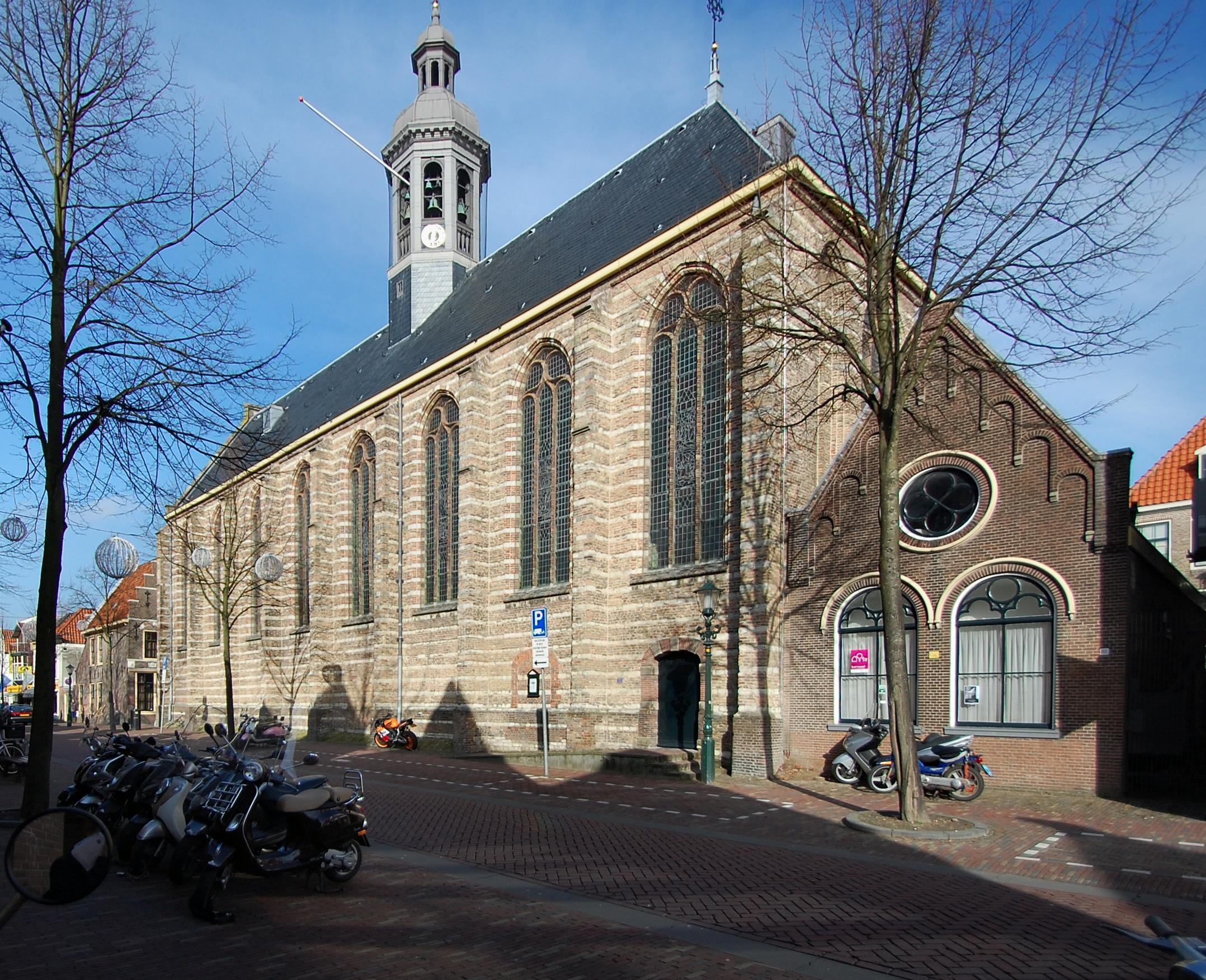
De Kapelkerk

De Kapelkerk dateert volgens sommigen uit circa 1325, maar meer algemeen wordt aangenomen dat men met de bouw begonnen is omstreeks 1520, dus direct na het voltooien van de Grote Kerk. Ten tijde van de bouw van de Kapelkerk was de Laat nog niet gedempt; daarom zit de ingang in de korte gevel aan de Kapelsteeg.
Opvallend aan de Kapelkerk zijn de zeer talrijke natuurstenen banden in de bakstenen muren. In 1707 werd de kerk uitgebreid met een hoge dwarsbeuk in Hollands classicistische stijl aan de noordzijde. Hierin kwam een bankenblok te staan, waarin de leden van het stadsbestuur konden plaatsnemen. Het bankenblok werd uitgevoerd in de moderne Lodewijk XIV-stijl. Kenmerkend voor die stijl zijn de krullende acanthusbladeren aan de opzetstukken van de deurtjes.
In 1760 werd het gebouw getroffen door een brand, waarbij het middeleeuwse houten tongewelf verloren ging. Het werd vervangen door een stucgewelf met verhoogde velden, voorzien van versieringen in rococostijl. Ook de houten preekstoel en de orgelkast met de bijbehorende houten omlijsting zijn in rococostijl uitgevoerd. Beide interieurstukken stammen uit 1762. Bij de vervaardiging waren Asmus Frauen uit Amsterdam en Willem Straatman uit Alkmaar betrokken. Het orgel is van orgelbouwer Christian Müller. Tot de opmerkelijke interieurstukken behoren ook de grote koperen kaarsenkronen.
Bezienswaardig zijn de kleurige glas-in-loodramen, vervaardigd in de jaren 1920–1940 door Willem Bogtman uit Haarlem.
Remonstrantse Kerk
De Remonstrantse Kerk is een schuilkerk, gelegen op een binnenterrein. Het gebouw werd in 1658 neergezet op de plaats van een houten gorterij, waar de gelovigen vroeger in het geheim bijeen kwamen. De monumentale entree tussen de twee klokgevelhuisjes stamt uit 1728. In het sierlijke ijzerwerk boven de deuren zijn de letters RK van Remonstrantse Kerk verwerkt. Binnen heeft het kerkgebouw, dat afgedekt is met een houten tongewelf, aan drie zijden galerijen die rusten op houten zuilen. Het kerkinterieur is zeer fraai, met een 17de-eeuwse preekstoel en rondom een 18de-eeuws doophek met rijk versierde koperen doopbogen. Zowel op de preekstoel, als op het doophek staat een koperen lezenaar. Voor de verlichting dienen verschillende mooie koperen kronen, kaarsenarmen en blakers (17de en 18de eeuw). Het orgel (1792) is van de Amsterdamse orgelbouwer Johannes Stephanus Strümphler. De grenen vloer wordt nog steeds zoals vroeger met fijn zand bestrooid.
Sint-Dominicuskerk (1863–1985)
De Sint-Dominicuskerk werd gebouwd in de jaren 1863–1866 door Pierre Cuypers, die ook het Rijksmuseum en het stationsgebouw van Station Amsterdam Centraal ontwierp. Het was een zogenaamde kruisbasiliek met als meest kenmerkend onderdeel de forse toren die duidelijk de bedoeling had de Grote Kerk naar de kroon te steken. De toren vormde meer dan een eeuw lang een markant onderdeel van het silhouet van Alkmaar. De kerk was kunsthistorisch gezien van groot belang omdat het een van de weinige bewaard gebleven bouwwerken was uit de vroege periode van Cuypers' activiteit als architect. Bovendien was ook het interieur nog redelijk compleet. Het kerkbestuur besloot in 1972 om de Sint-Dominicuskerk te sluiten. Het aantal kerkgangers in de binnenstad liep terug. Het onderhoud van de toenmalige twee binnenstadskerken (de Sint-Dominicus aan de Laat en de Sint-Laurentius aan het Verdronkenoord) werd te duur. Het kerkbestuur koos voor het behoud van de Sint-Laurentius, die er bouwkundig gezien het best aan toe was. Op kunsthistorische waarde werd minder gelet. In 1974 werd de Sint-Dominicuskerk gesloten voor de eredienst. Jarenlang bleef het lot van deze kerk ongewis, maar in 1985 werd de kerk gesloopt; slechts een traptoren bleef bespaard.
Sint-Josephkerk

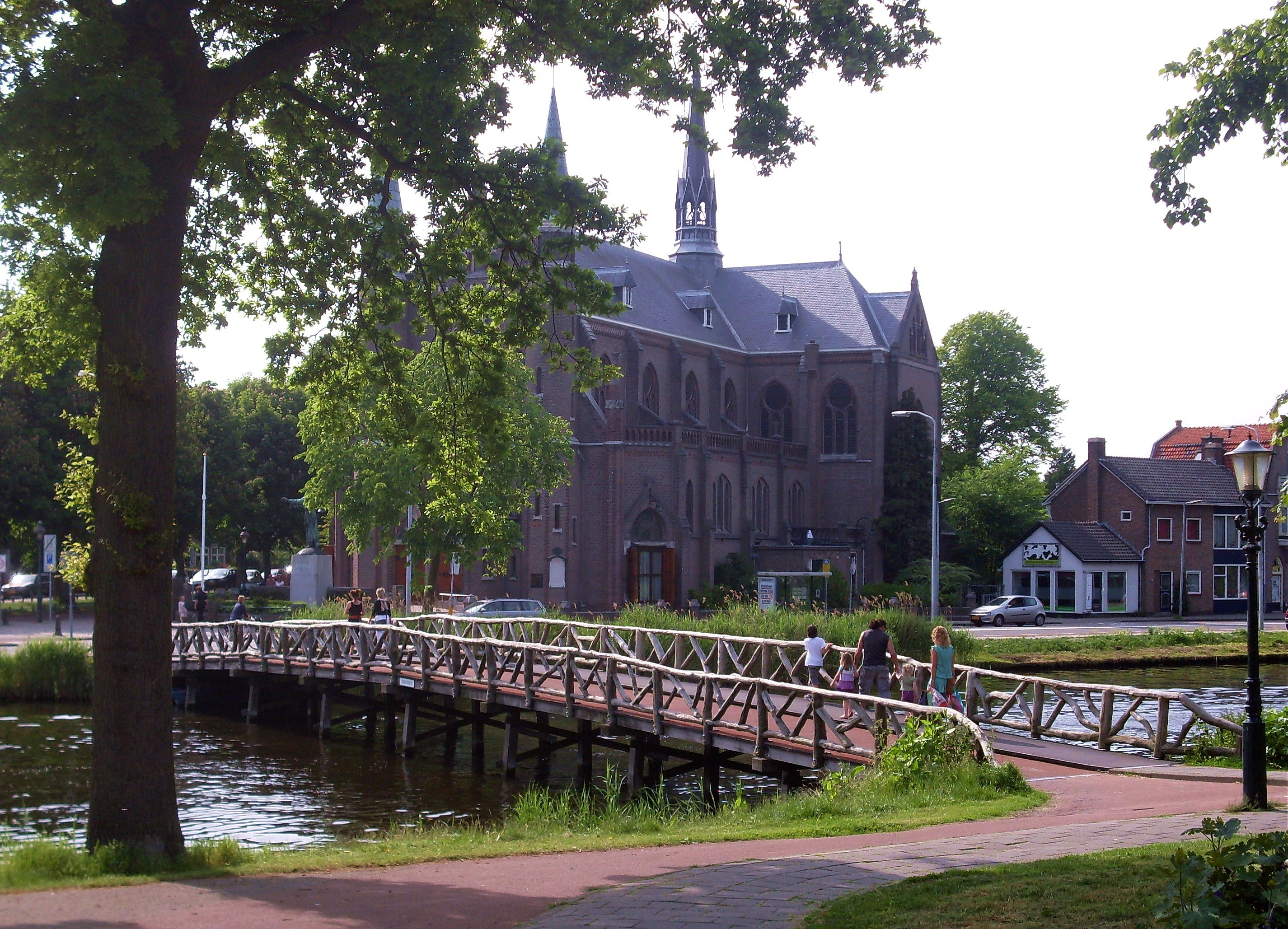
Zicht op de Sint-Josephkerk

De Sint-Josephkerk is geheel in neogotische stijl gebouwd. De kerk is op 1 januari 1910 in gebruik genomen. Het ontwerp is van de kerkenbouwers en leerlingen van P.J.H. Cuypers, Albert Margry, Jos Margry en Josephus Marie Snickers.
De kerk heeft gebrandschilderde ramen. Het beeld van Christus Koning is in 1948 geplaatst ter herinnering aan in de oorlog omgekomen Alkmaarders. Hun namen staan vermeld op een gedenkplaat aan de muur van de kerk.
Synagoge
De vroedschap van Alkmaar stond op 10 mei 1604 als eerste stad van de Nederlanden de Joden toe zich hier te vestigen. Op 5 juni 1802 kocht de Joodse Gemeente dit gebouw om er de Synagoge te vestigen. In 1842 werd op het achtererf een school gesticht voor godsdienstig en burgerlijk onderwijs. Dit werd door de rabbi gegeven, deze woonde naast de synagoge op nummer 13.
Twee steentjes in de voorgevel geven (in de Hebreeuwse tijdrekening) de data aan waarop het pand werd gerenoveerd: in 1826 en 1844. De renovatie in 1844 betrof volgens de Waterstaat-tekening een nieuwe voorgevel, een galerij voor vrouwen en een tongewelf met daarin de davidster.
Na de oorlog kon de zwaar getroffen Joodse gemeenschap van Alkmaar de synagoge niet meer bekostigen en viel het gebouw toe aan de baptisten. Die verlieten het pand weer in 2008. De inmiddels weer groeiende Joodse gemeenschap in Alkmaar nam het gebouw na een grondige restauratie medio 2011 weer in gebruik.
Verlosserskerk
De Verlosserskerk is opgetrokken in een expressionistische stijl verwant aan die van de Amsterdamse School, en werd in 1933 gebouwd naar een ontwerp van B.W. Plooij. Het gebouw heeft een kruisvorm als plattegrond, met op de kruising van de daken een zogenaamde dakruiter (torentje). In 1991 sloot de kerk zijn deuren, waarna het gebouw is verbouwd tot appartementencomplex.
Lukaskerk (Christengemeenschap)
Het kerkgebouw van de Christengemeenschap is gebouwd in organische stijl. De kerk is in 1994 in gebruik genomen. Sinds 2009 heeft de kerk aan de Kanaaldijk ook een naam, namelijk de Lukaskerk.
De Kerk van Jezus Christus van de Heiligen der Laatste Dagen
Het kerkgebouw van de Kerk van Jezus Christus van de Heiligen der Laatste Dagen is een kerk die gebouwd volgens een typische Amerikaanse stijl. De kerk is in 1997 in gebruik genomen.

### Molens

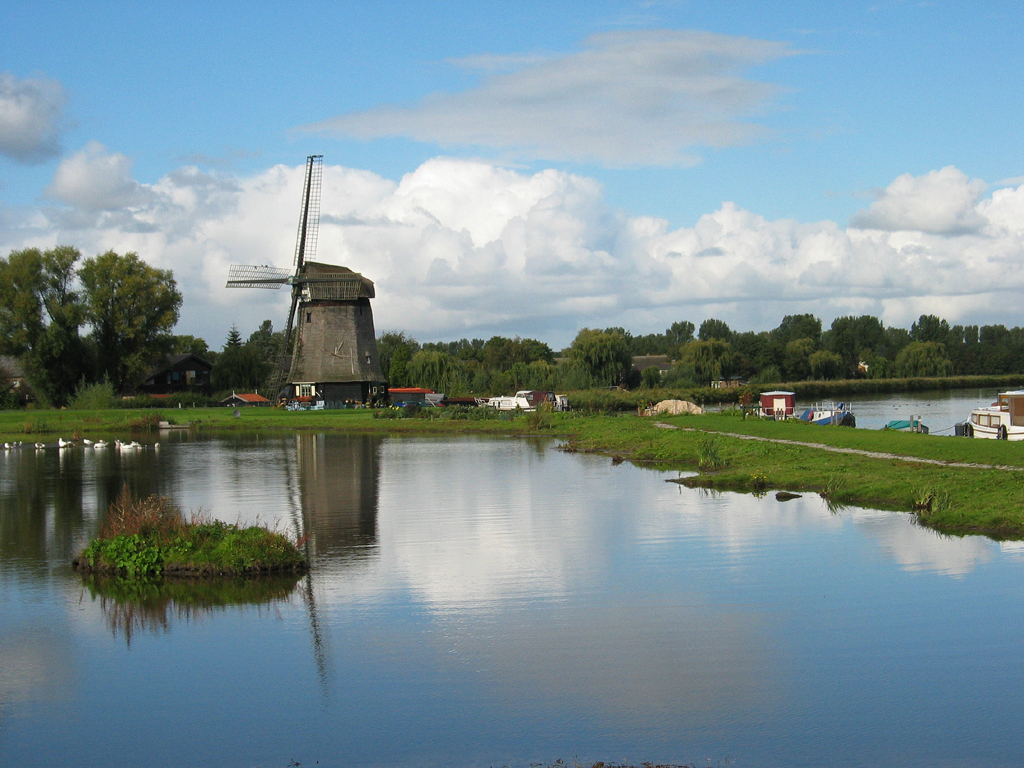
De Ambachtsmolen

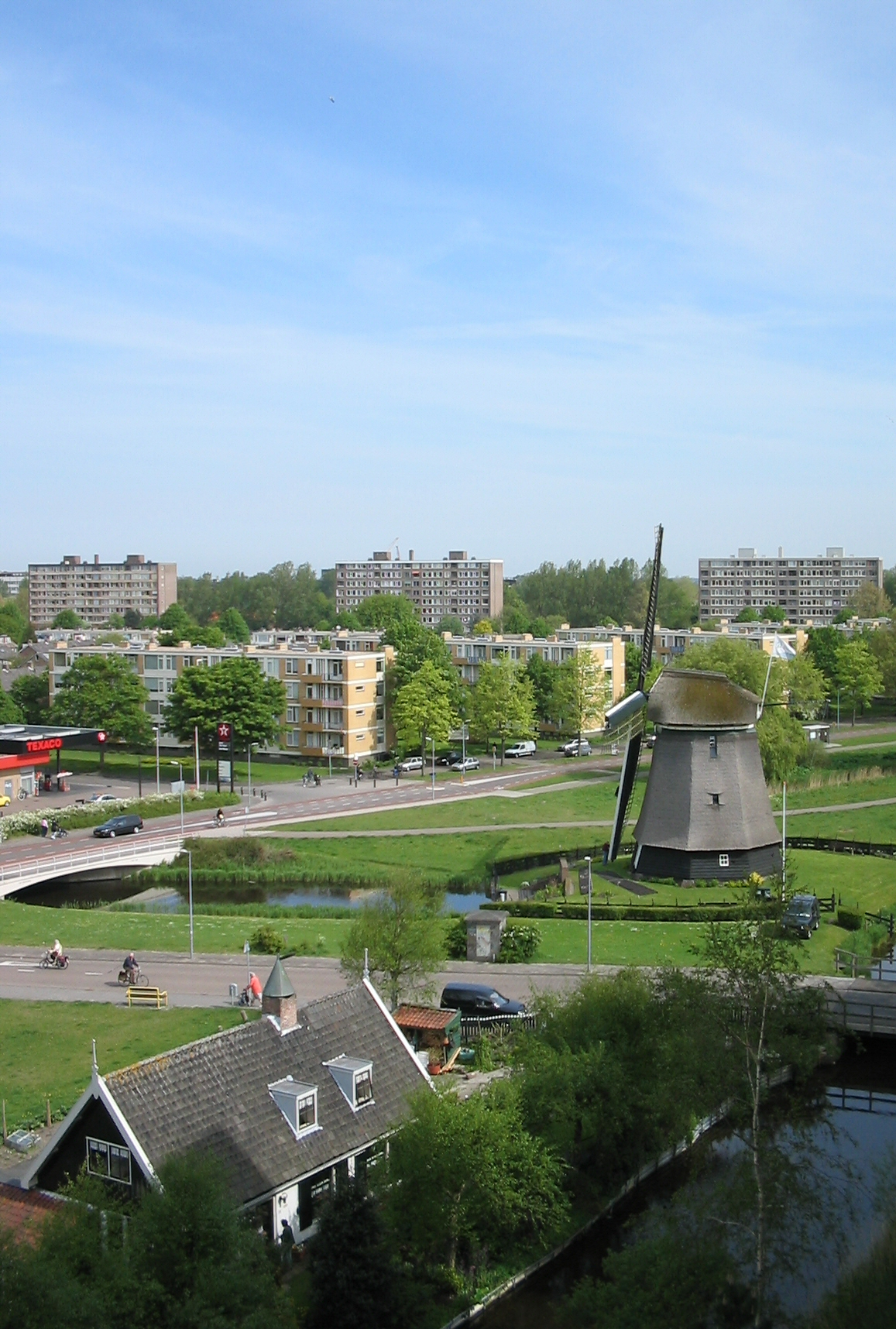
Geestmolen

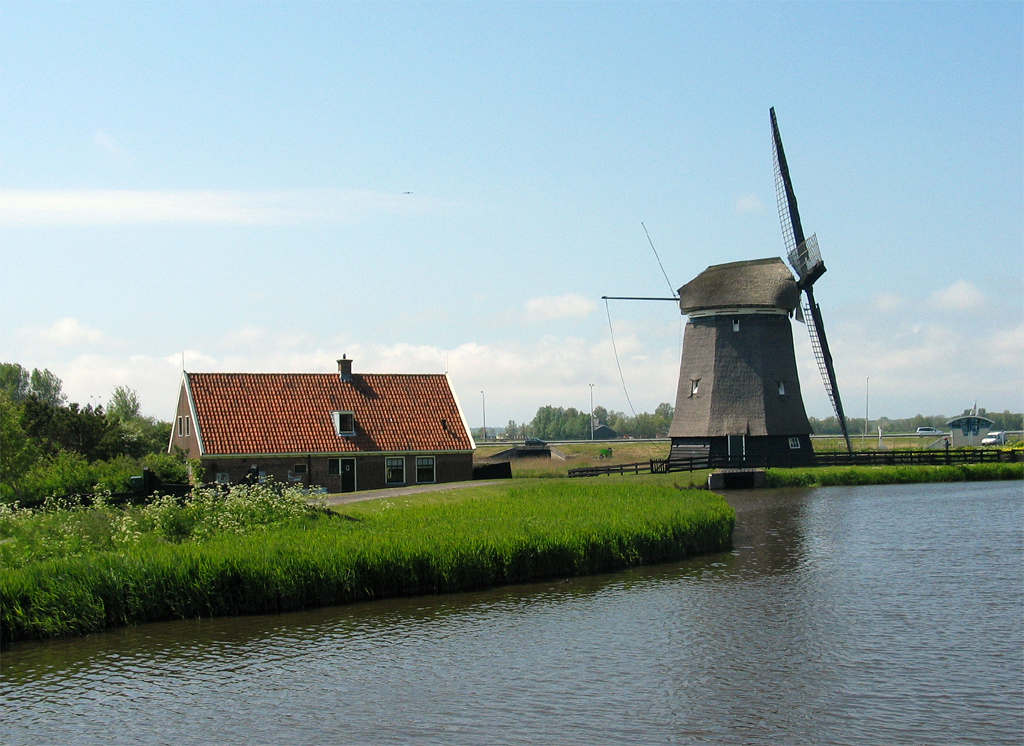
De Viaanse molen

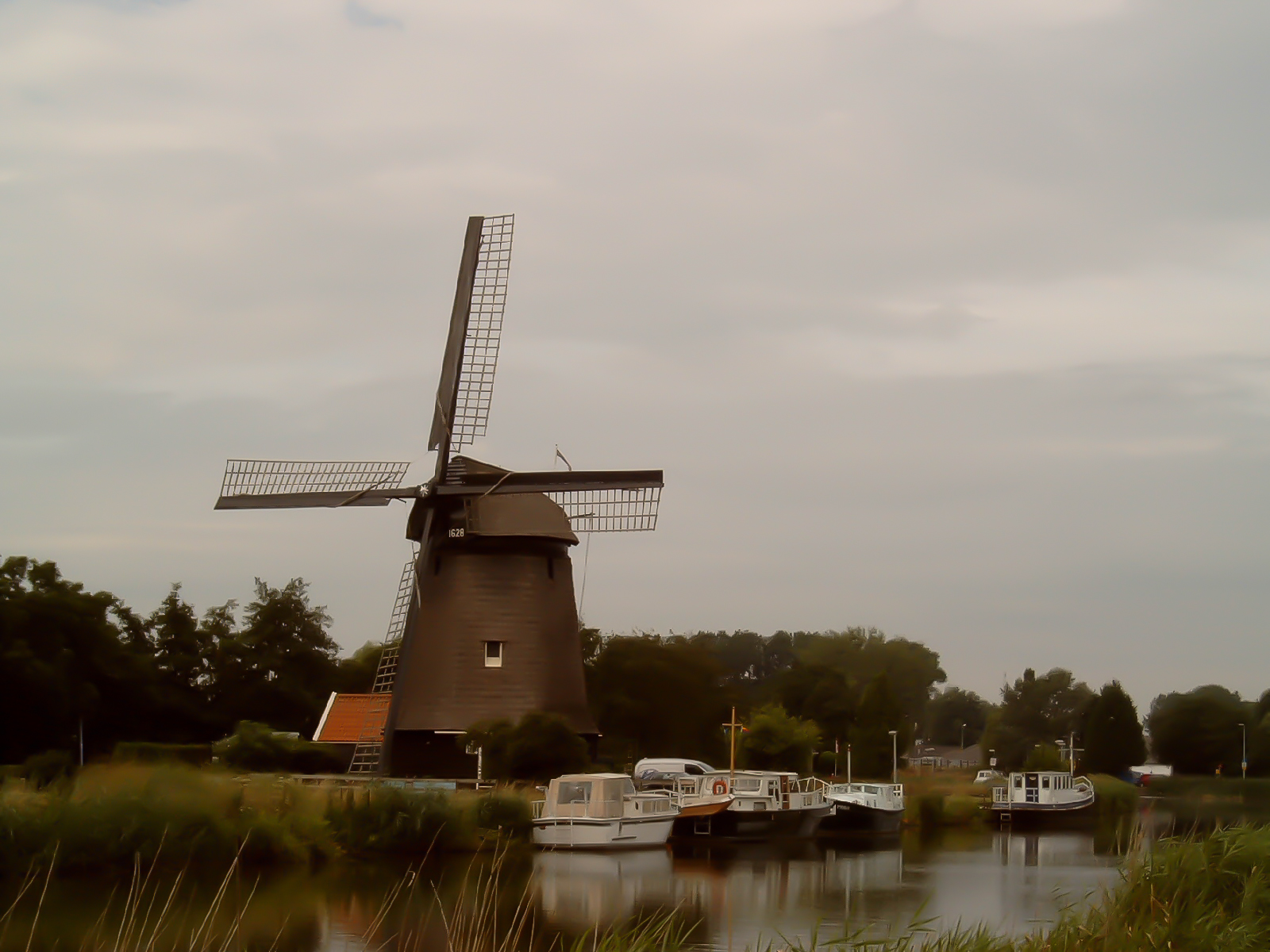
Strijkmolen B

Windmolens behoren tot de cultuurhistorisch waardevolle streekeigen bebouwing met een voor de gehele regio bijzondere betekenis. Zeker de robuuste binnenkruiers komen vrijwel alleen voor in Noord-Holland noordelijk van het Noordzeekanaal. Alle molens zijn rijksmonument. De nadruk van het beschermde welstandsniveau ligt op het behouden van de authentieke verschijningsvorm van de molens en de verwijzing naar de historie van Alkmaar. Tot 2015 telde de gemeente Alkmaar 13 molens (met de weidemolen meegeteld 14). Daarvan bevinden zich er twee in Koedijk, zes in het dorp Oudorp en vijf in de stad Alkmaar zelf. Sinds 2015 omvat de gemeente Alkmaar ook het grondgebied van de voormalige gemeenten Schermer en Graft-De Rijp. Sindsdien telt de gemeente Alkmaar in totaal 32 verschillende molens (+ de weidemolen = 33).

## Economie

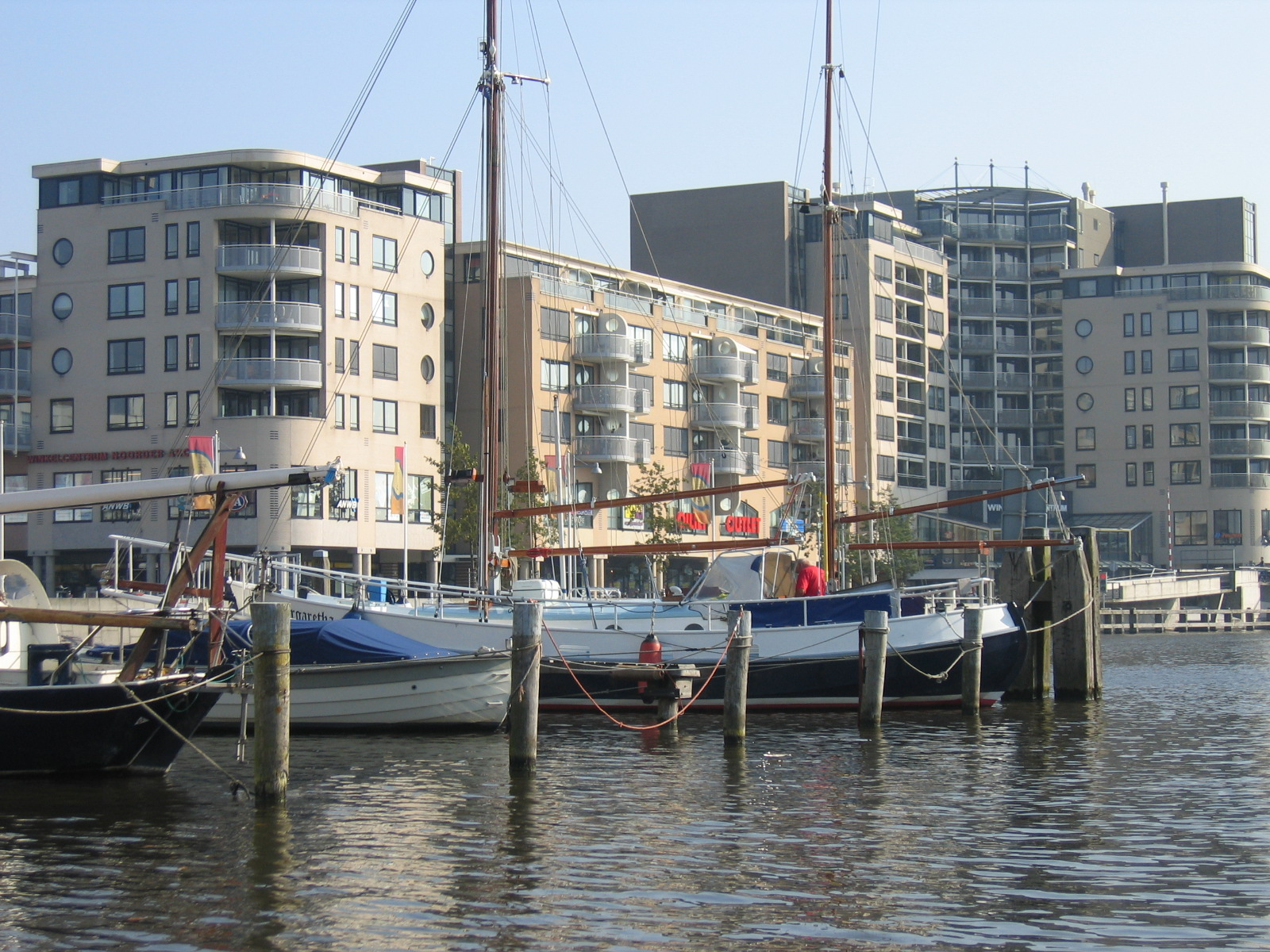
Winkelcentrum Overstad aan de Noorderkade

Het Centraal Bureau voor de Statistiek noemt Alkmaar als de vijfde winkelstad van Nederland gemeten naar de diversiteit van het winkelaanbod. Donderdagavond is het koopavond. Sinds 1 juni 2013 zijn de winkels in de Alkmaarse binnenstad ook op zondag geopend.
Alkmaar heeft een aantal markten waarop inwoners, mensen uit de omgeving maar vooral ook toeristen op afkomen. Op dinsdag in Overdie op de Frederik Hendriklaan, woensdagochtend in Oudorp op Nijenburgplein, woensdagmiddag in De Mare op het Europaplein en zaterdag in het centrum op de Gedempte Nieuwesloot en Kerkplein. De laatste woensdag in september vindt de Landbouwdag Alkmaar plaats, die in 1884 voor het eerst werd georganiseerd. De eerste jaren werd deze dag voor agrariërs en andere bezoekers elke vijf jaar gehouden. Vanaf omstreeks 1900 werd de Landbouwdag jaarlijks gehouden. Op de keuringen tonen de deelnemers hun fokproducten. Zo'n 200 marktkraampjes maken deel uit van de Lappenmarkt, onlosmakelijk verbonden aan de Landbouwdag. Half december is er een kerstmarkt.

## Onderwijs

### Basisonderwijs

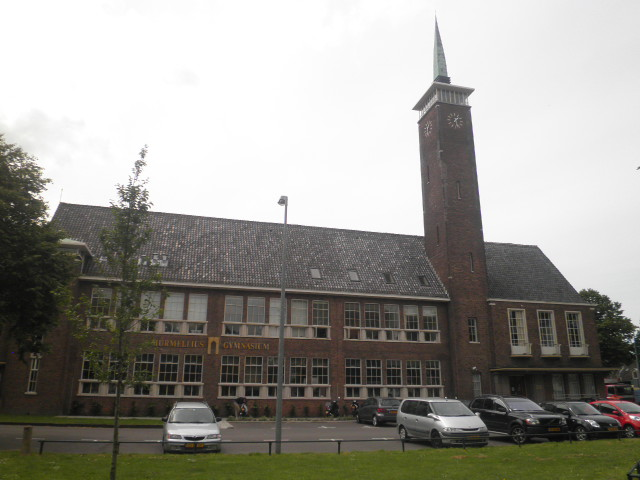
Het Murmelliusgymnasium, vernoemd naar Johannes Murmellius.

Alkmaar heeft in 2025 in totaal 37 basisscholen, totaal maken ruim 8.200 leerlingen hier dagelijks gebruik van. Het onderwijsaanbod is rijk en er is veel keuze. Zo zijn er openbare, rooms-katholieke, algemeen bijzondere, islamitische, protestants-christelijke en antroposofische scholen.
Wat betreft onderwijsconcepten is er keuze tussen:
- Regulier
- Montessori
- Vrije school
- Nieuw leren/natuurlijk leren/conceptueel leren
- Dalton
- Ontwikkelingsgericht Onderwijs

### Voortgezet onderwijs
Er zijn 8 middelbare scholen in Alkmaar. Het Murmelliusgymnasium is een categoriaal gymnasium aan de Bergerhout, opgericht in 1904. Met minder dan 800 leerlingen, uit heel Noord-Holland, is het een relatief kleine school.
De Christelijke Scholengemeenschap Jan Arentsz is een christelijke school waarop men vmbo, havo en vwo (atheneum en gymnasium) kan volgen. De school heeft drie vestigingen, waarvan twee in Alkmaar, allebei aan de Mandenmakersstraat en een in Langedijk, aan de Bosgroet.
Het Petrus Canisius College is een katholieke scholengemeenschap met in totaal vijf vestigingen, waarvan drie in Alkmaar en de overige twee in Heiloo en Bergen (NH). De vestiging PCC Oosterhout geeft vmbo-kb voor zowel de boven- en onderbouw en is een praktijkschool. De vestiging PCC Fabritius geeft in de onderbouw havo/vwo en mavo/havo, en in de bovenbouw alleen mavo (vmbo-tl). De vestiging PCC Het Lyceum geeft les aan de bovenbouw havo en vwo, ook is er een vwoXtra-afdeling voor de onderbouw. De vestigingen in Heiloo en Bergen geven alleen onderbouw havo/vwo en mavo/havo. Leerlingen vanuit deze scholen gaan of naar de vestiging PCC Fabritius of PCC Het Lyceum.
Het Stedelijk Dalton College is een openbare scholengemeenschap voor vwo (atheneum), havo en vmbo. De school heeft een debatclub en een jongerenrechtbank, waarin getrainde leerlingen herstelmaatregelen opleggen aan mede-leerlingen in plaats van een straf door de rector. In 2004 ging de school met het daltononderwijs werken; daarvoor was de naam het Jan van Scorel-College. Het OSG Willem Blaeu geeft openbaar onderwijs aan vmbo-, havo- en vwo-scholieren, en is gevestigd aan de Robonsbosweg. Het is een zogenaamde LOOT-school en men kan er ook tweetalig onderwijs volgen.
Het Stedelijk Dalton College, Willem Blaeu en Jan Arentsz hebben gezamenlijk een nevenvestiging, het Van der Meij College, waar leerlingen het 3e en 4e leerjaar BB of KB kunnen volgen.
Het Horizon College is een mbo-school, die gevestigd is in meerdere gemeenten ten noorden van het IJ. Voor groenonderwijs is er tevens het voormalige Clusius College, dat sinds 2022 Vonk heet.

### Hoger onderwijs
Voor hoger onderwijs is er de Hogeschool Inholland. De vestiging in Alkmaar bestaat al meer dan 25 jaar en omvatte ook een conservatorium. In 2010 is het conservatorium verhuisd naar de vestiging van Inholland te Haarlem.

## Sport & Welzijn

### Gezondheidszorg
Alkmaar beschikt over een ziekenhuis van de Noordwest Ziekenhuisgroep, dat zijn locatie Alkmaar in de Alkmaarderhout heeft staan. Dit ziekenhuis is ontstaan uit een fusie van Sint-Elisabeth Ziekenhuis en het Centraal Ziekenhuis die beide in Alkmaar waren gevestigd.

### Sport

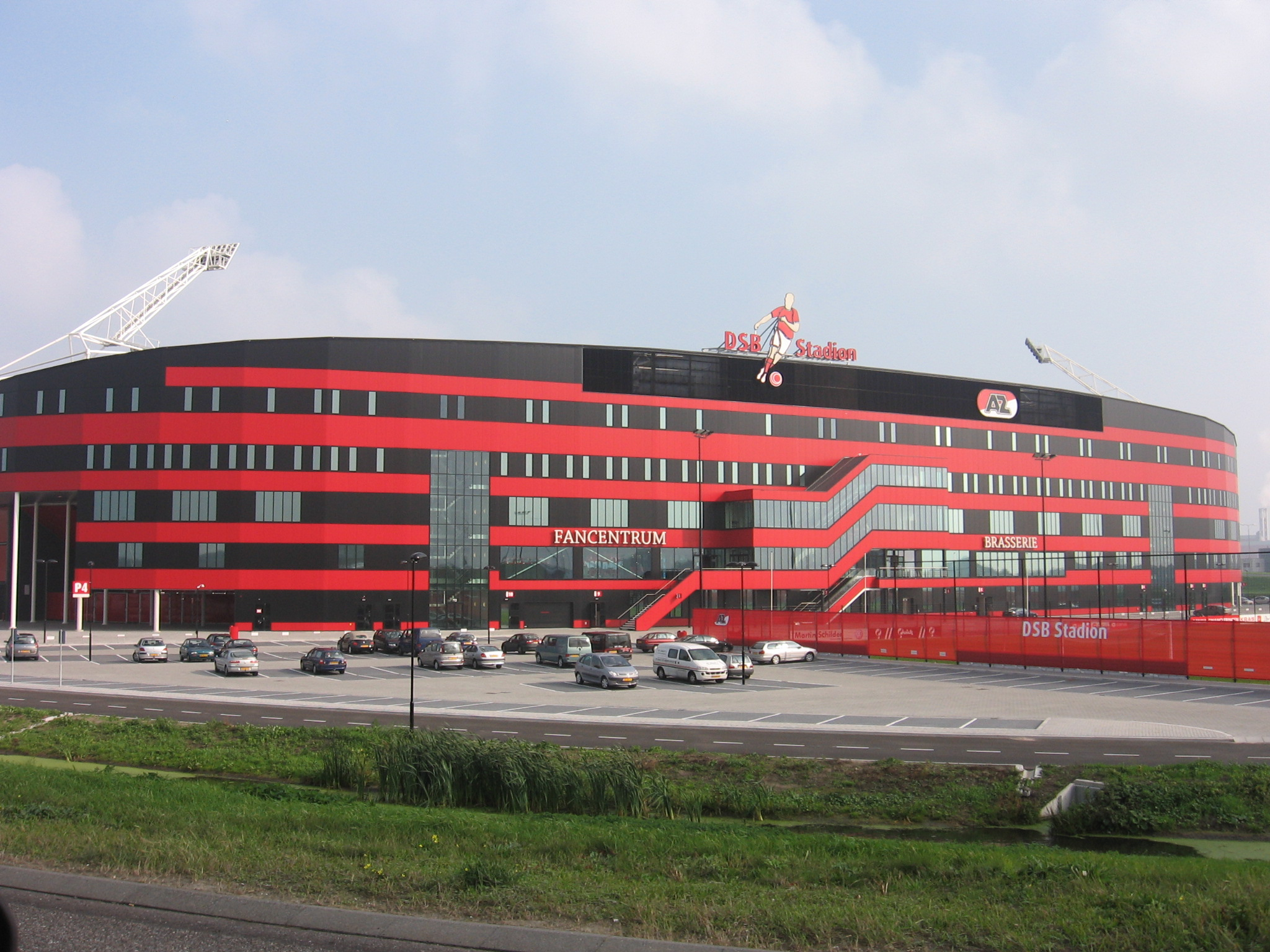
Het voetbalstadion, de thuisbasis van voetbalclub AZ.

Bekend uit Alkmaar is de voetbalclub AZ. De club werd landskampioen in 1981 en 2009. Daarnaast veroverde het vier keer de KNVB beker. Sinds de promotie in 1998 speelt het onafgebroken in de Eredivisie.
In de gemeente vindt men verder meerdere dansscholen, sportscholen en zwembaden. IJsbaan de Meent is een sportcentrum waar ook andere sportverenigingen gevestigd zijn. Sportpaleis Alkmaar is een overdekte multifunctionele wielerbaan van 250 meter waar jaarlijks Nederlandse kampioenschappen plaatsvinden.
Op het Drafcentrum Alkmaar aan de Sportlaan 4 vinden wekelijks op iedere maandagavond draverijen plaats. Eens per jaar is de 4½ kilometer van Alkmaar. De koers wordt verreden over zes en een halve ronde, waarbij het uithoudingsvermogen van de paarden op de proef worden gesteld.

## Bekende Alkmaarders
Voor de bekende mensen die in Alkmaar geboren zijn, of er hebben gewoond, zie de Lijst van Alkmaarders.